# 按人口排列的美國都會區列表

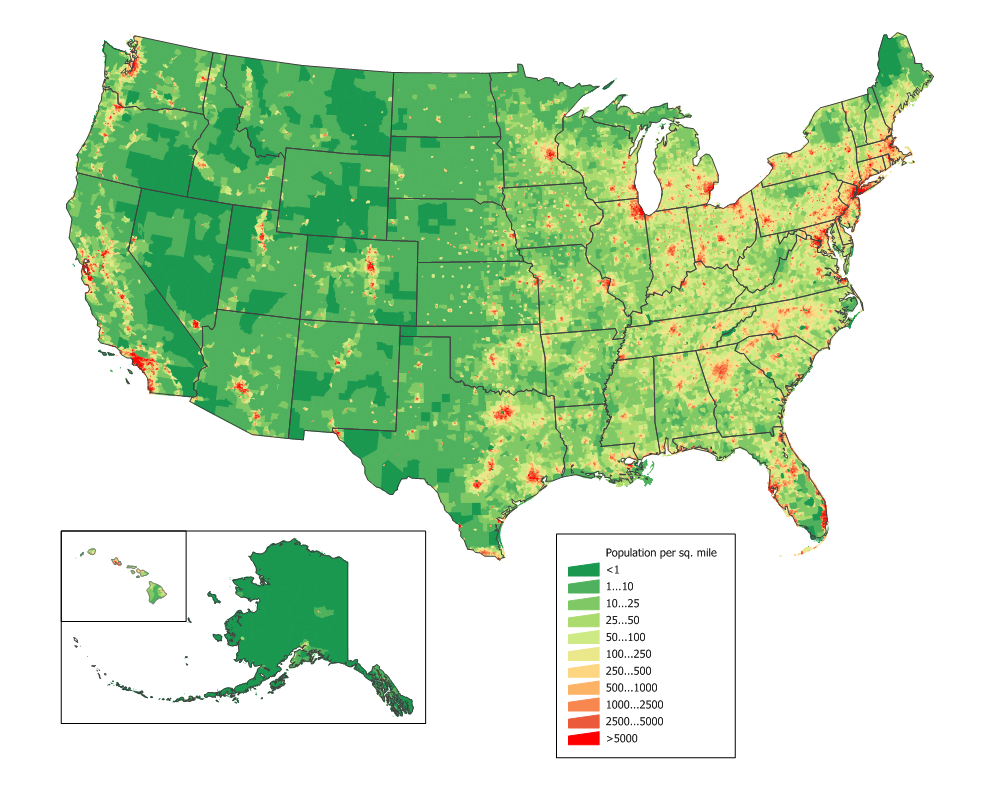
美國人口密度圖 (2000年)，人口密度較高的紅色區域多為都會區所在地

以下所列為人口超過百萬的美國都會統計區（Metropolitan Statistical Areas），人口統計數據截止至2021年7月1日：

## 列表

### 10,000,000人以上
1. 纽约 （New York） 人口：19,768,458
2. 洛杉矶 （Los Angeles） 人口：12,997,353

### 5,000,000人-10,000,000人
1. 芝加哥 （Chicago） 人口：9,509,934
2. 达拉斯－沃斯堡（Dallas/Fort Worth）人口：8,100,000
3. 休斯顿 （Houston） 人口：7,206,841
4. 华盛顿特区（Washington D.C.）人口：6,356,434
5. 费城（Philadelphia） 人口：6,228,601
6. 亚特兰大（Atlanta）人口：6,144,050
7. 迈阿密（Miami）  人口：6,091,747

### 2,500,000人-5,000,000人
1. 鳳凰城 （Phoenix） 人口：4,946,145
2. 波士顿 （Boston） 人口：4,899,932
3. 内陆帝国 （Riverside/San Bernardino） 人口：4,653,105
4. 旧金山－奧克蘭 （San Francisco/Oakland） 人口：4,623,105（不包括圣荷西）
5. 底特律 （Detroit） 人口：4,365,205
6. 西雅图 （Seattle） 人口：4,011,553
7. 明尼阿波利斯－聖保羅 （Minneapolis/Saint Paul） 人口：3,690,512
8. 圣地亚哥 （San Diego） 人口：3,286,069
9. 坦帕 （Tampa） 人口：3,219,514
10. 丹佛 （Denver） 人口：2,972,566 （不包括博尔德）
11. 巴尔的摩 （Baltimore） 人口： 2,838,327
12. 圣路易斯 （Saint Louis） 人口：2,809,299
13. 夏洛特 （Charlotte） 人口：2,701,046
14. 奥兰多 （Orlando） 人口：2,691,925
15. 圣安东尼奥 （San Antonio） 人口：2,601,788
16. 波特兰 （Portland） 人口：2,511,612

### 1,000,000人-2,500,000人
1. 萨克拉门托 （Sacramento） 人口：2,411,428
2. 匹兹堡 （Pittsburgh） 人口：2,353,538
3. 奥斯汀 （Austin） 人口：2,352,426
4. 拉斯维加斯 （Las Vegas） 人口：2,292,476
5. 辛辛那提 （Cincinnati） 人口：2,259,935
6. 堪萨斯城 （Kansas City） 人口：2,199,490
7. 哥伦布 （Columbus） 人口：2,151,017
8. 印第安納波利斯  （Indianapolis） 人口：2,126,804
9. 克利夫兰 （Cleveland） 人口：2,075,662
10. 纳什维尔 （Nashville） 人口：2,012,476
11. 圣荷西 （San Jose） 人口：1,952,185
12. 維吉尼亞海灘 （Virginia Beach） 人口：1,803,328
13. 普罗维登斯 （Providence） 人口：1,675,774
14. 杰克逊维尔 （Jacksonville） 人口：1,637,666
15. 密尔沃基 （Milwaukee） 人口：1,566,487
16. 罗莉 （Raleigh） 人口：1,488,411
17. 俄克拉荷马城 （Oklahoma City） 人口：1,441,647
18. 孟菲斯 （Memphis） 人口：1,336,103
19. 里士满 （Richmond） 人口：1,324,062
20. 路易維爾  （Louisville） 人口：1,284,566
21. 盐湖城 （Salt Lake City） 人口：1,263,061
22. 新奥尔良 （New Orleans） 人口：1,261,726
23. 哈特福德 （Hartford） 人口：1,211,906
24. 布法罗 （Buffalo） 人口：1,162,336
25. 伯明翰 （Birmingham） 人口：1,114,262
26. 大急流城 （Grand Rapids） 人口：1,091,620
27. 罗彻斯特 （Rochester） 人口：1,084,973
28. 图森 （Tucson） 人口：1,052,030
29. 塔爾薩 （Tulsa） 人口：1,023,988
30. 弗雷斯諾 （Fresno） 人口：1,013,581
31. 檀香山 （Honolulu） 人口：1,000,890

## 圖片

美國最大都會區
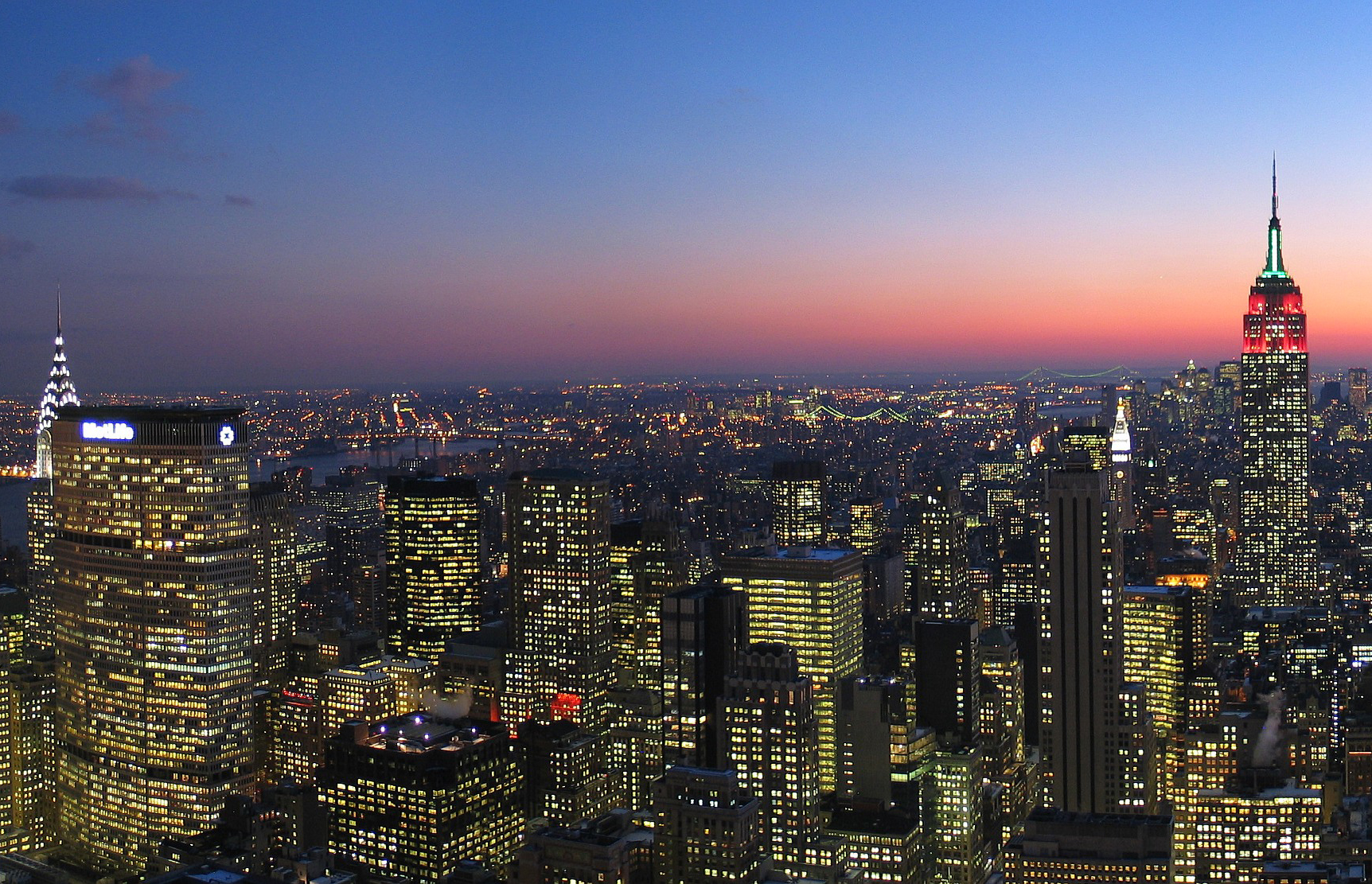
紐約
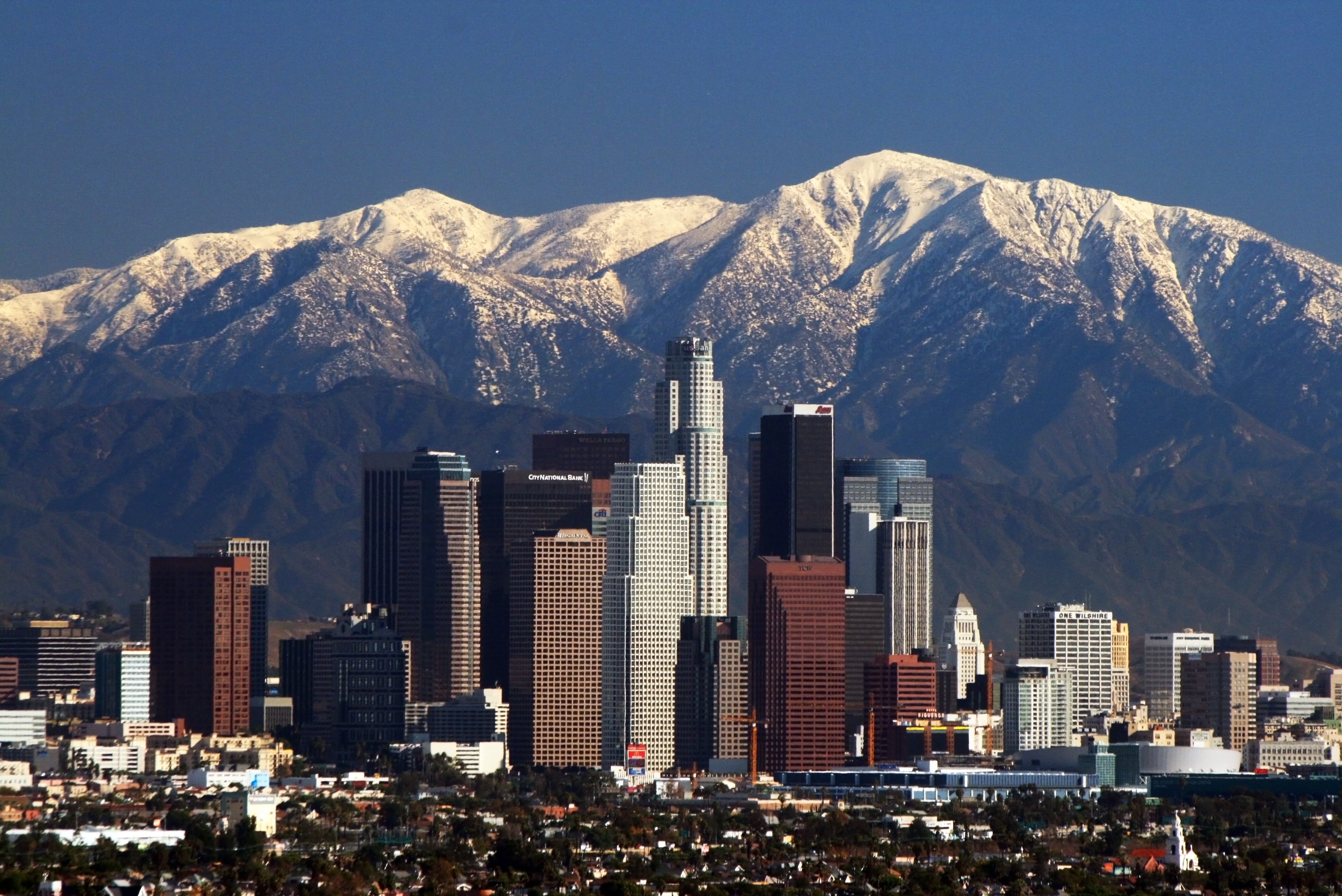
洛杉磯
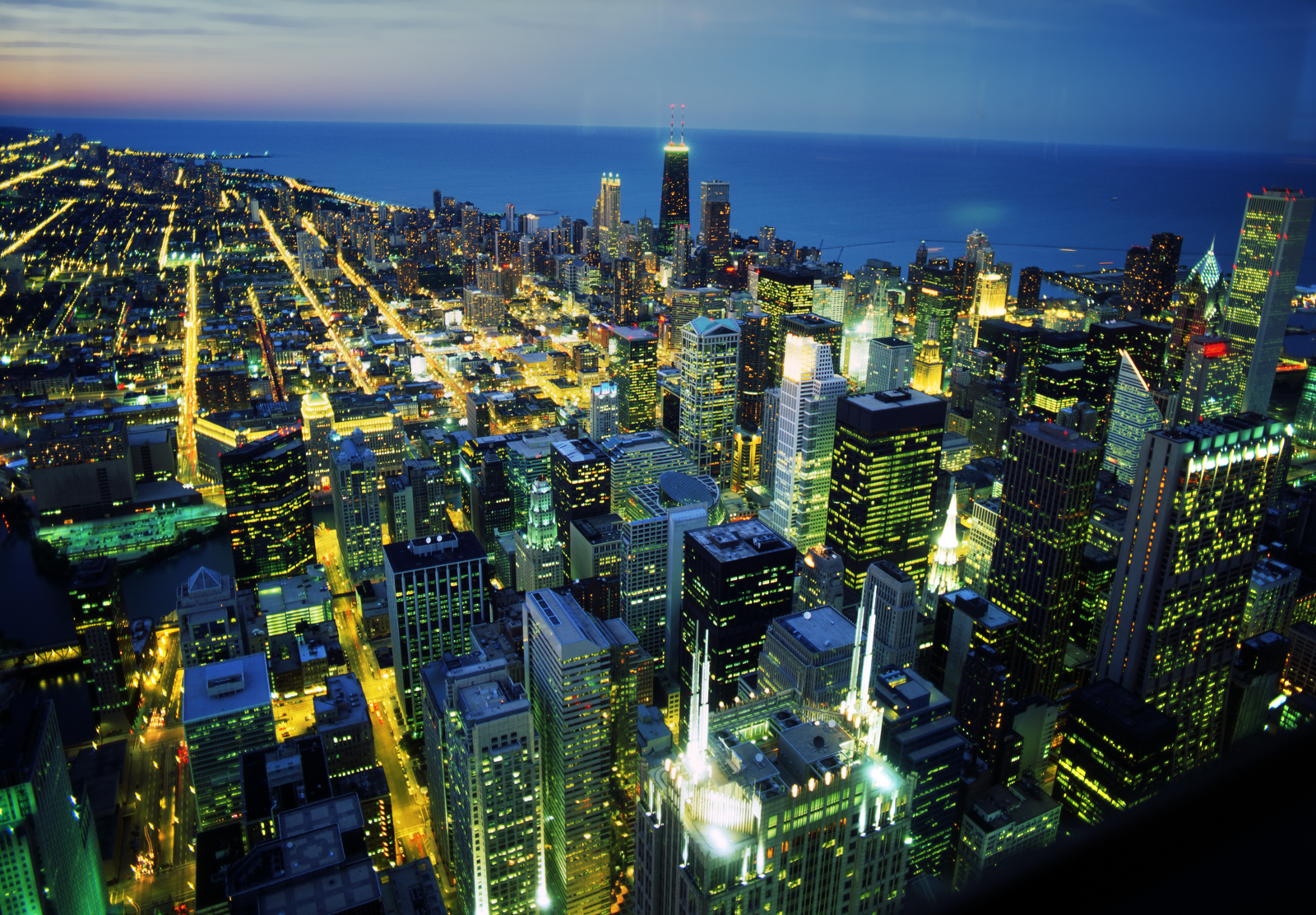
芝加哥
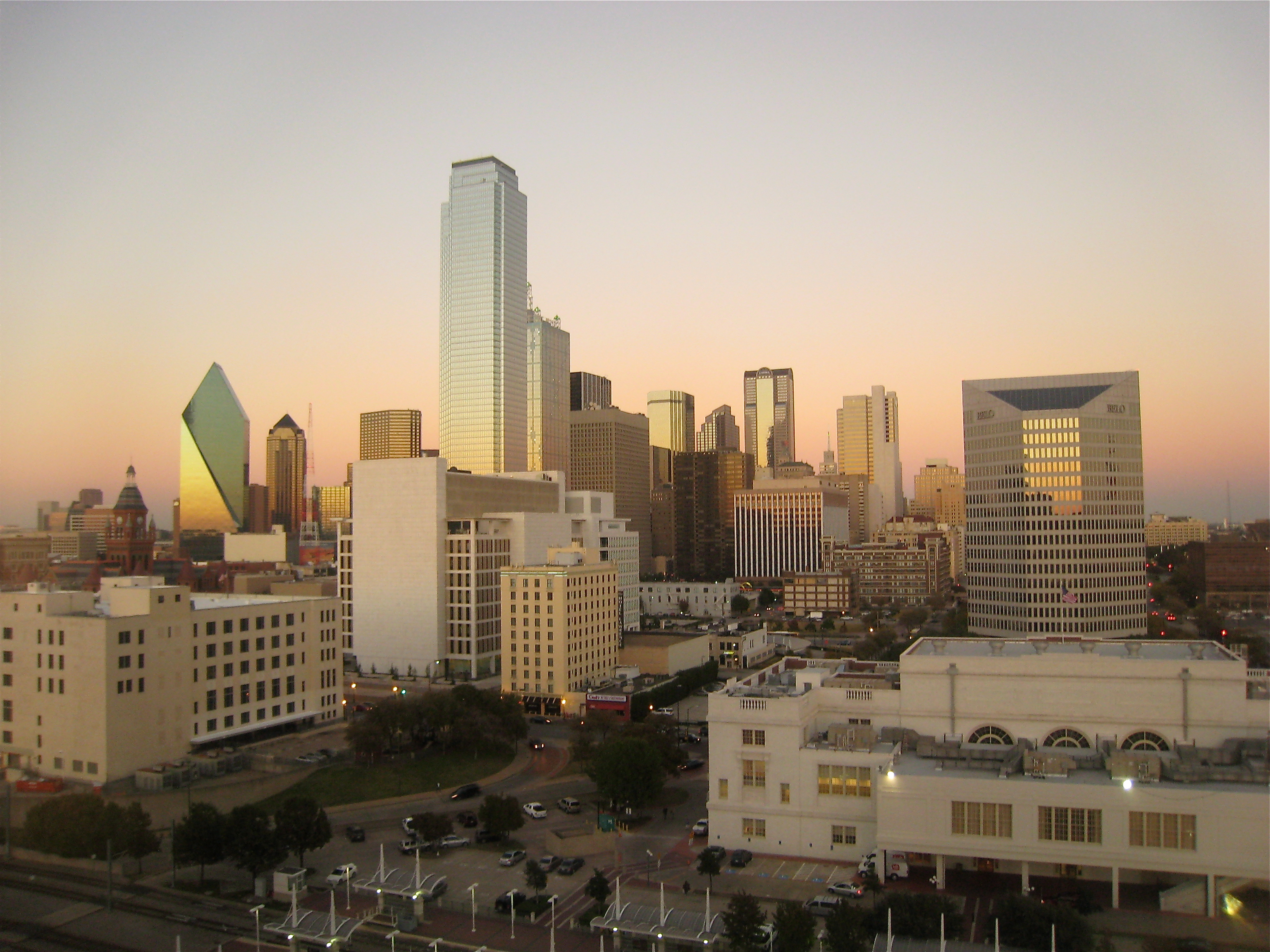
達拉斯
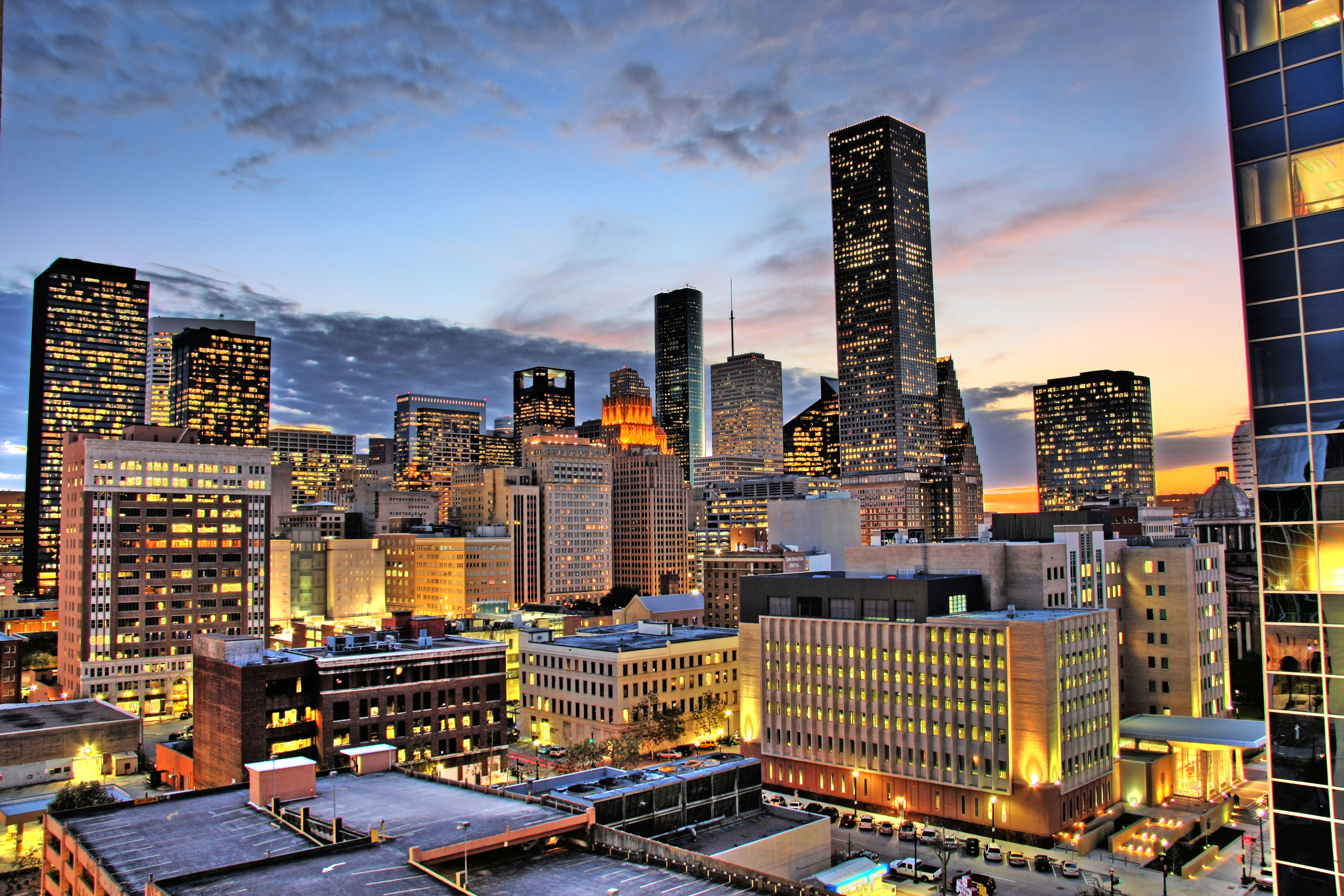
休斯顿
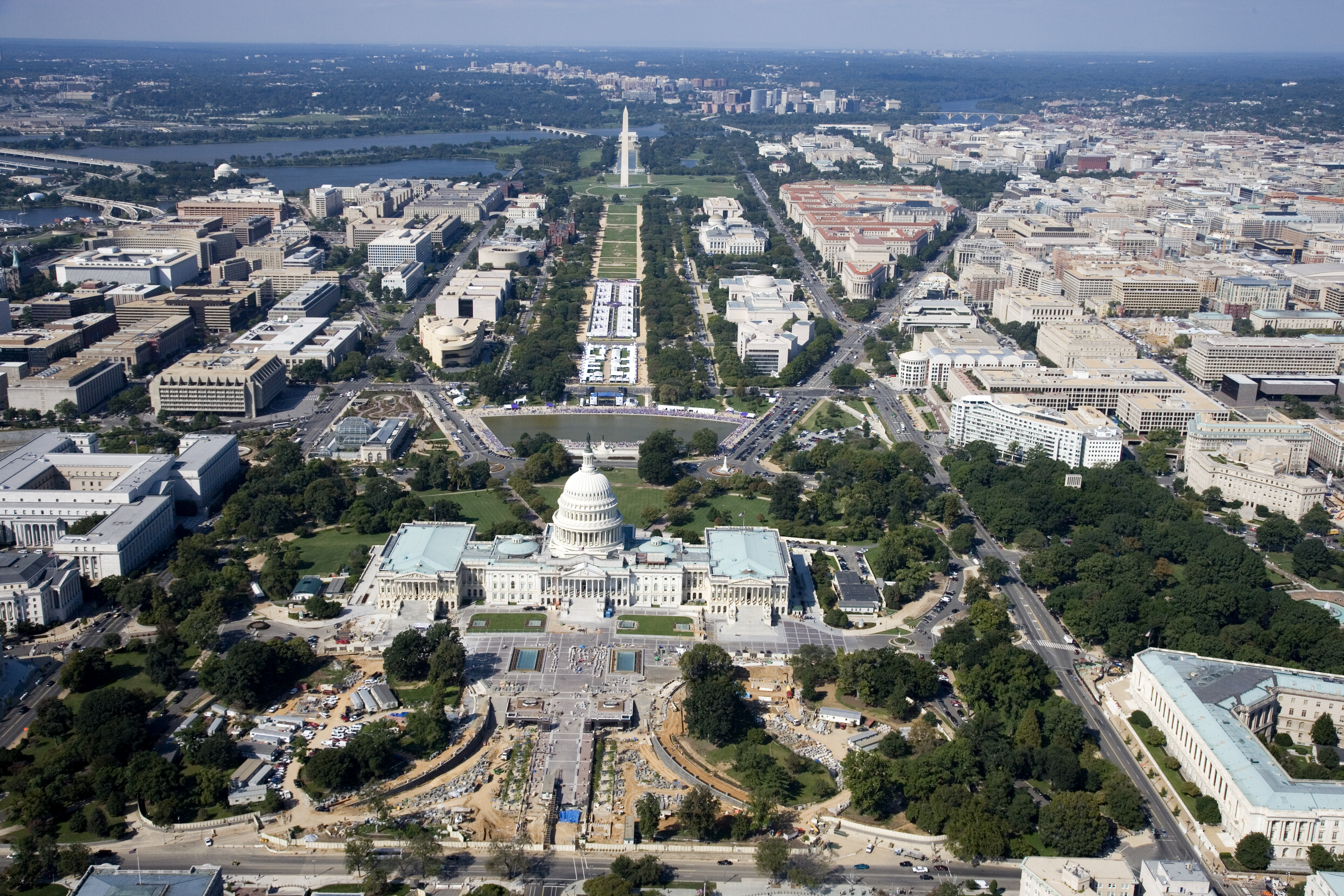
華盛頓特區
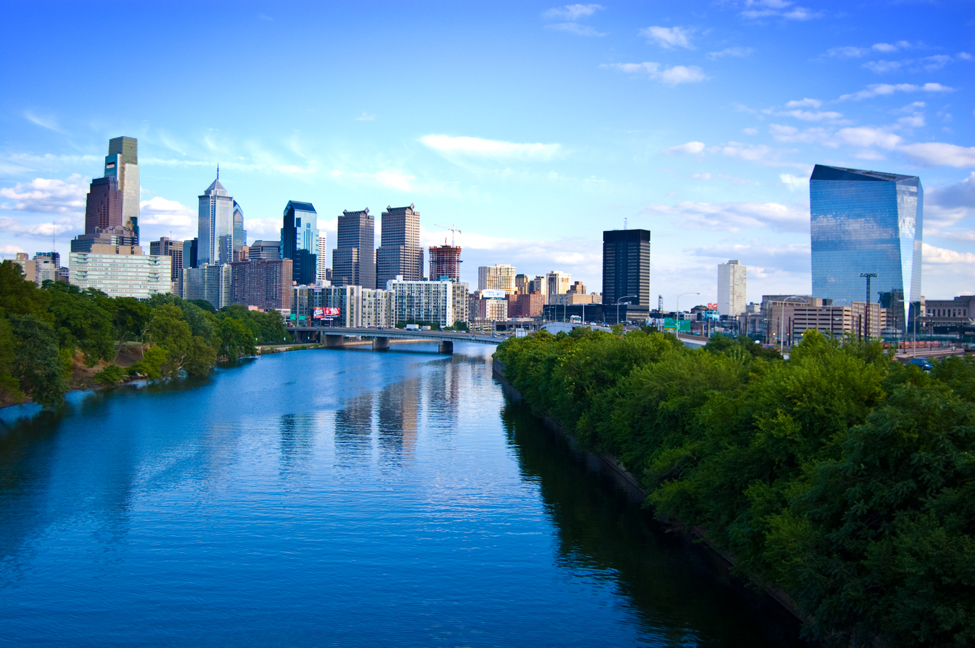
費城
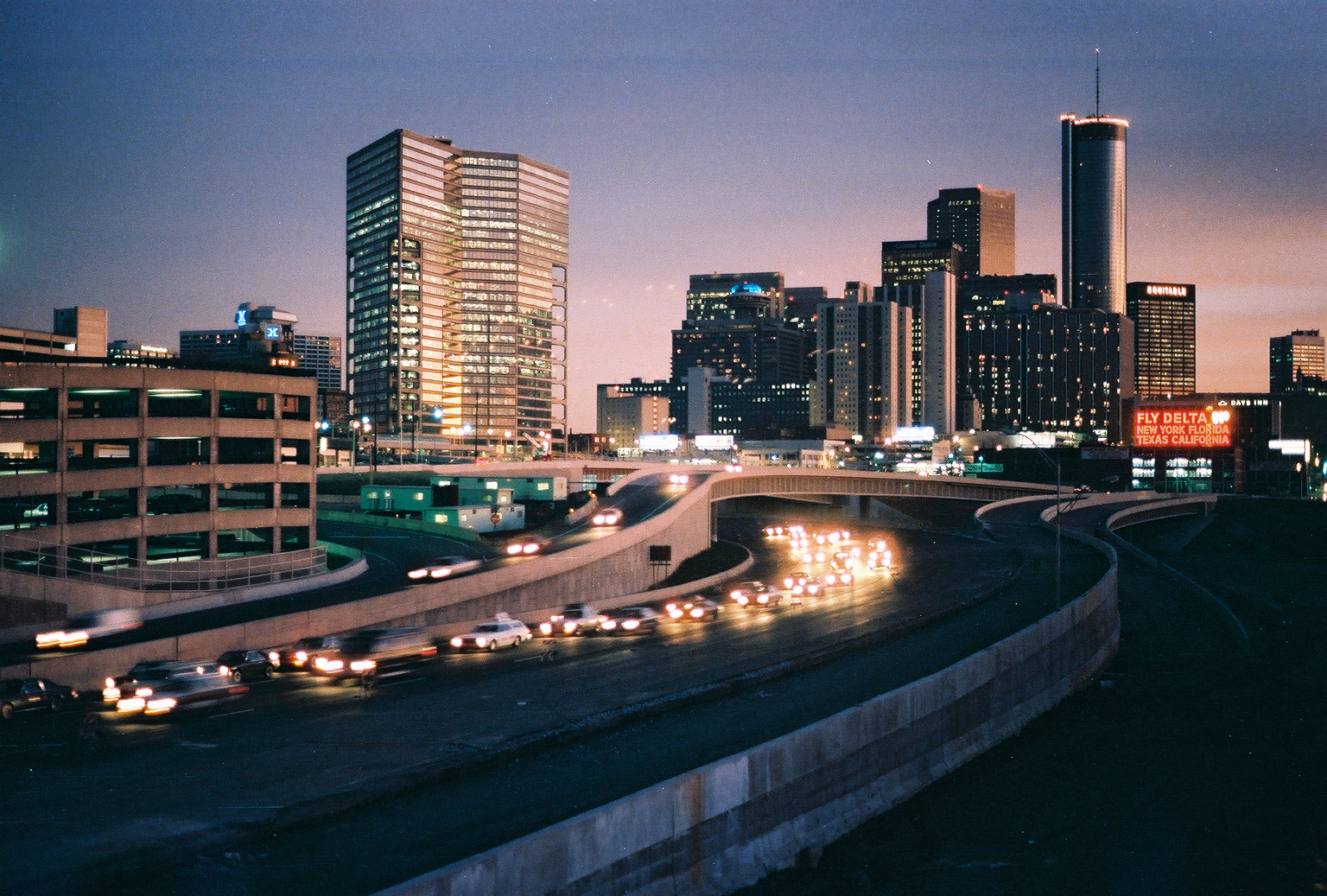
亞特蘭大
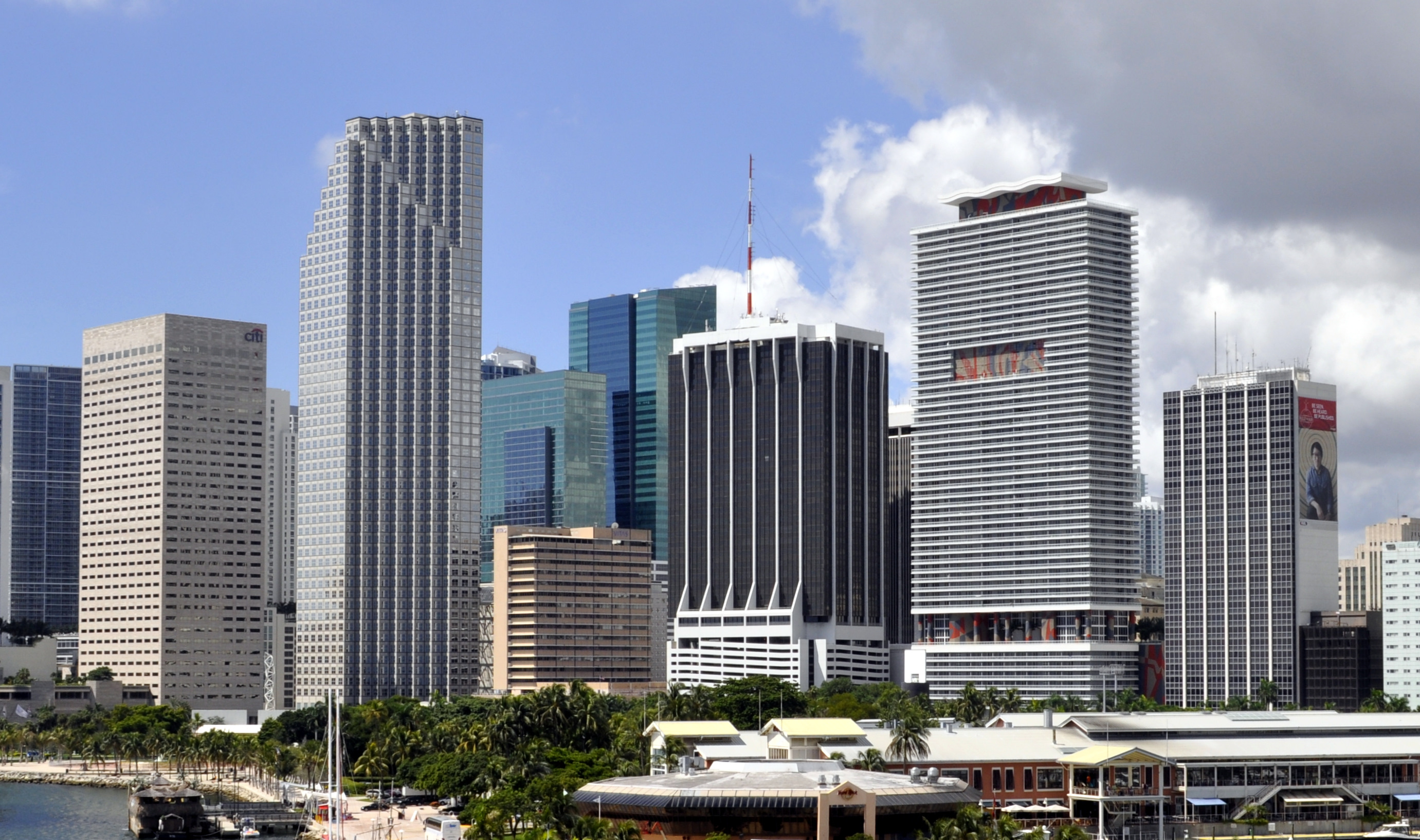
邁阿密
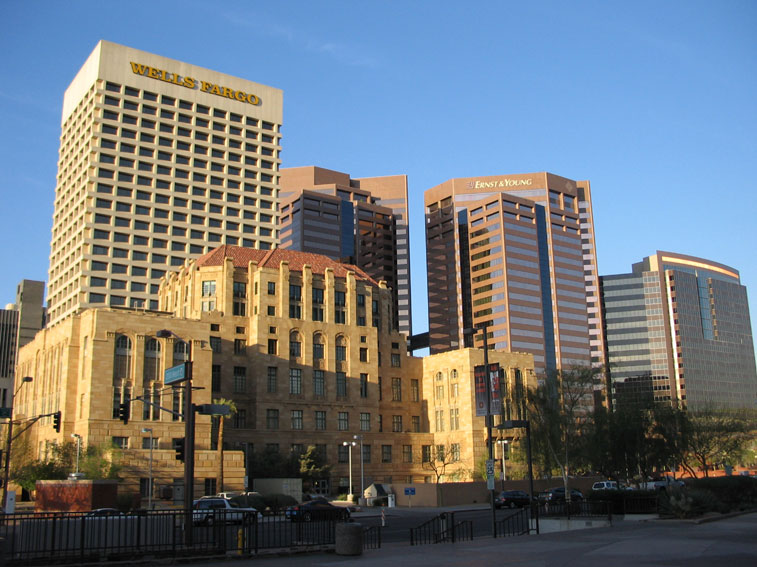
鳳凰城
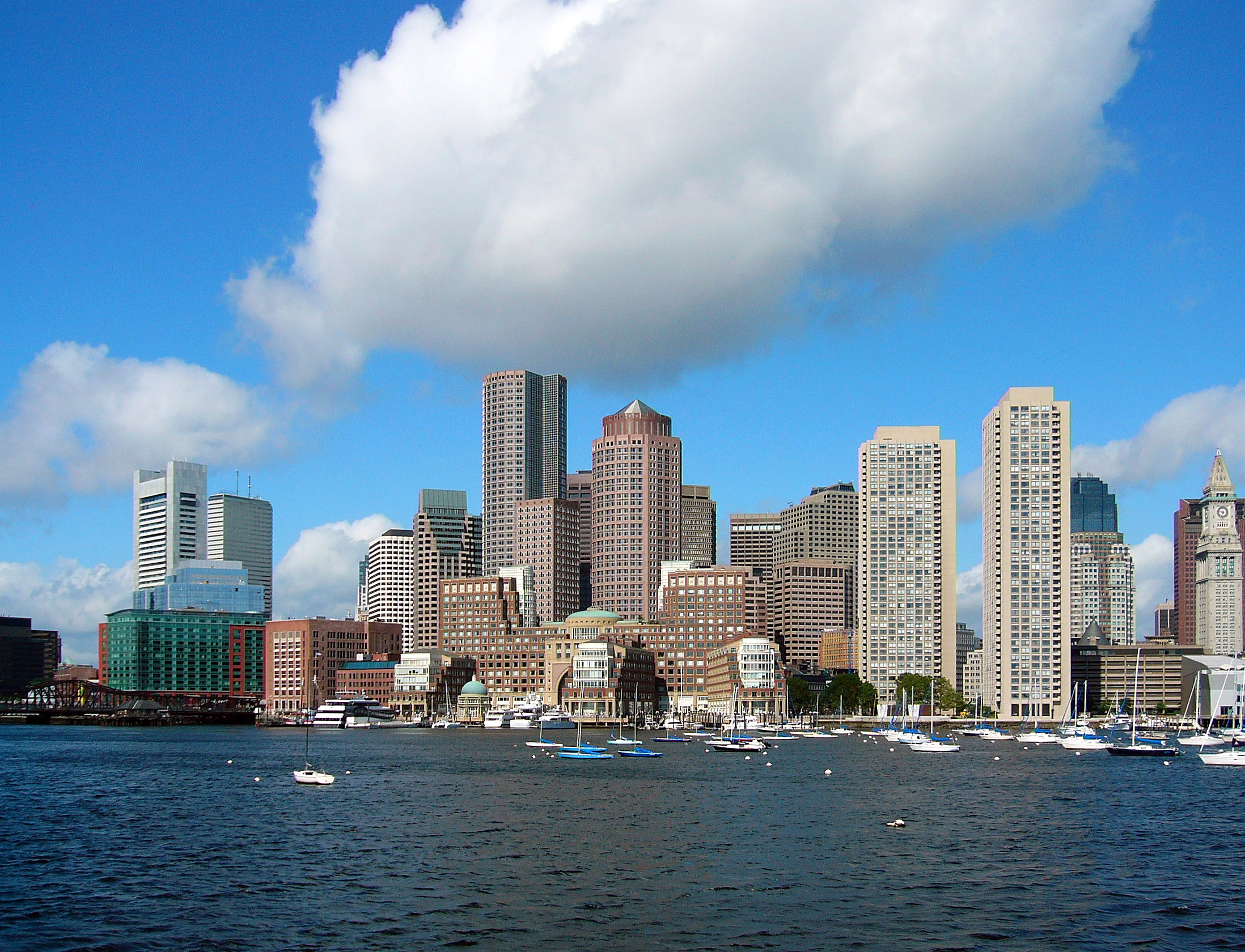
波士頓
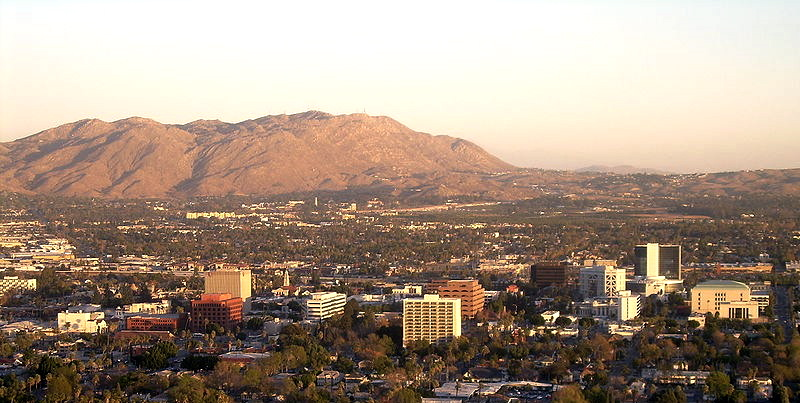
內陸帝國
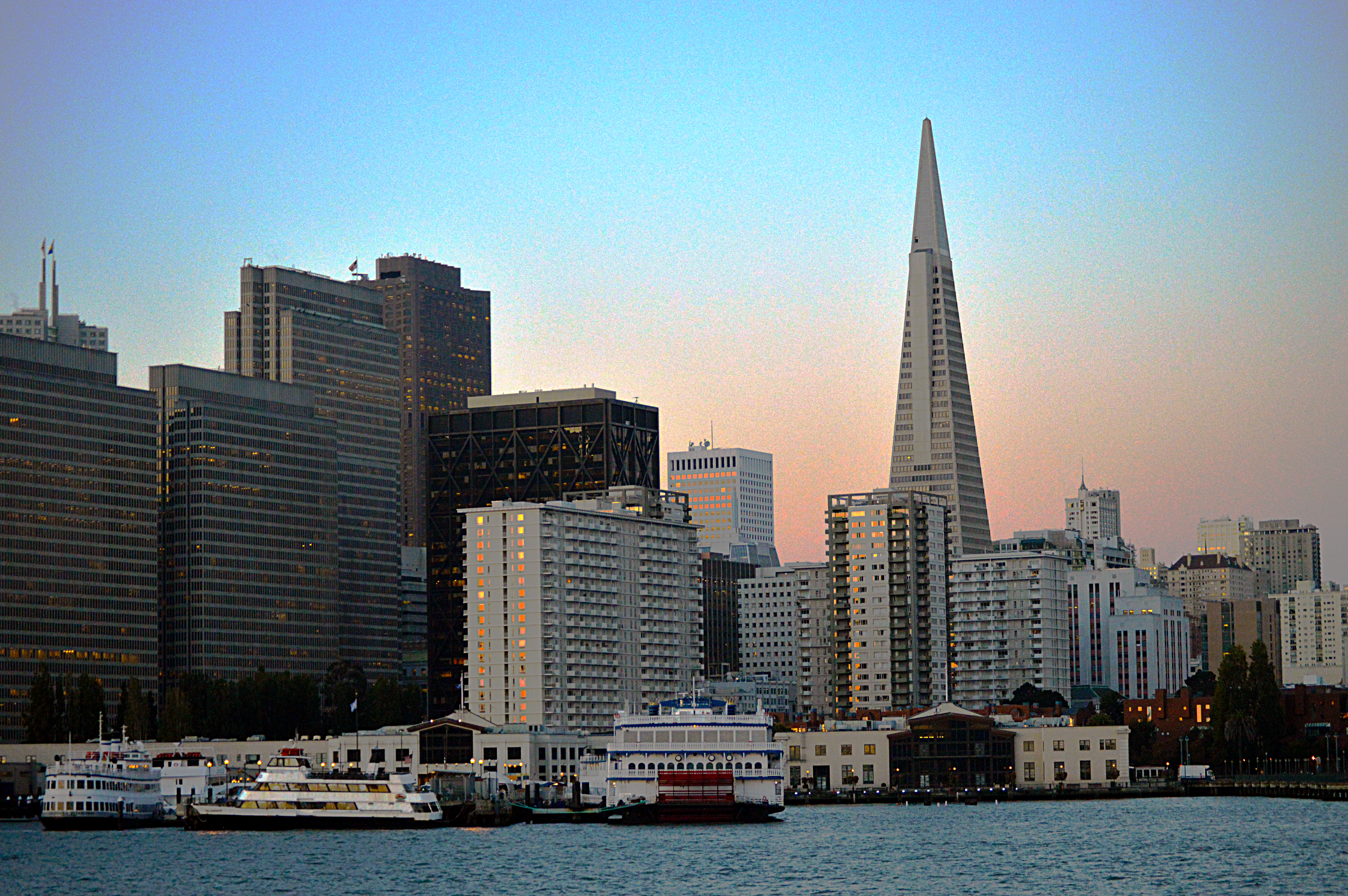
舊金山
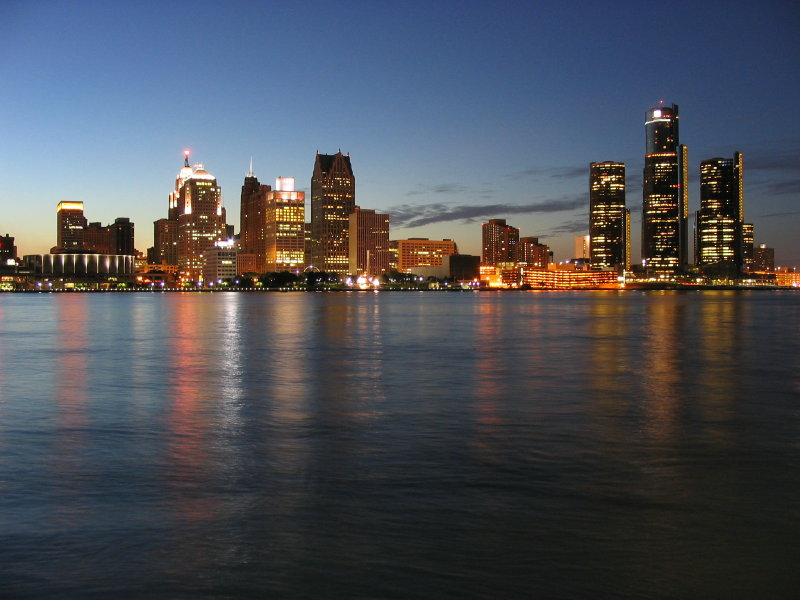
底特律
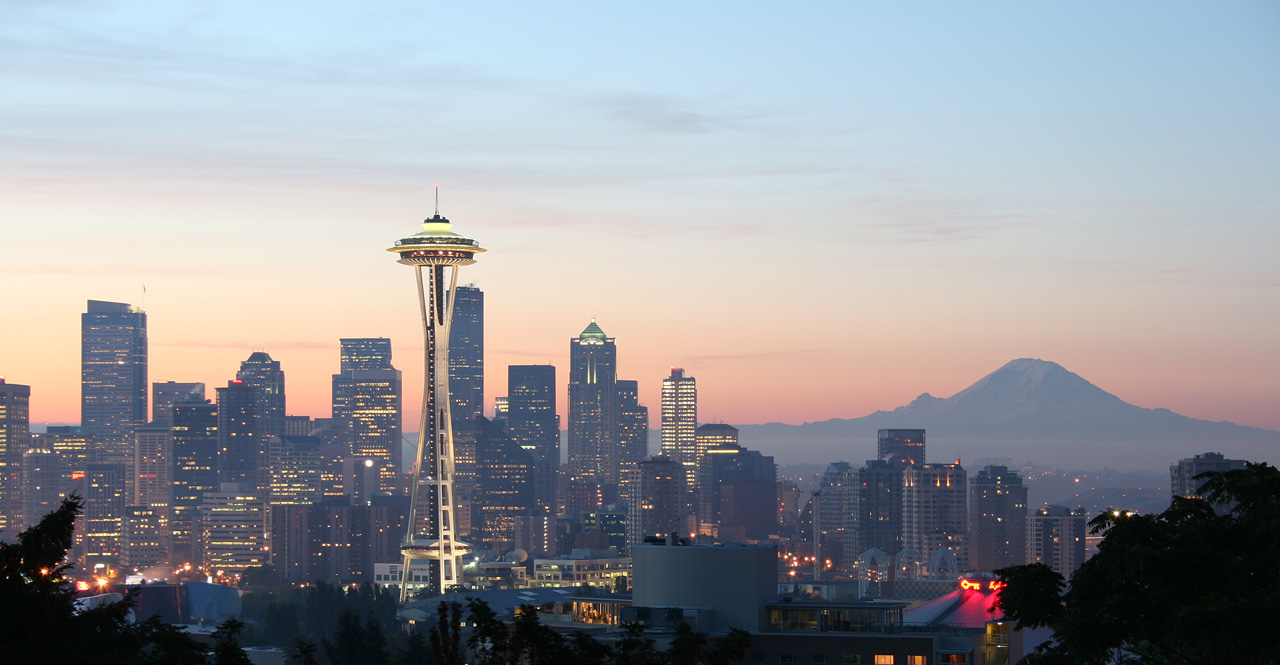
西雅圖
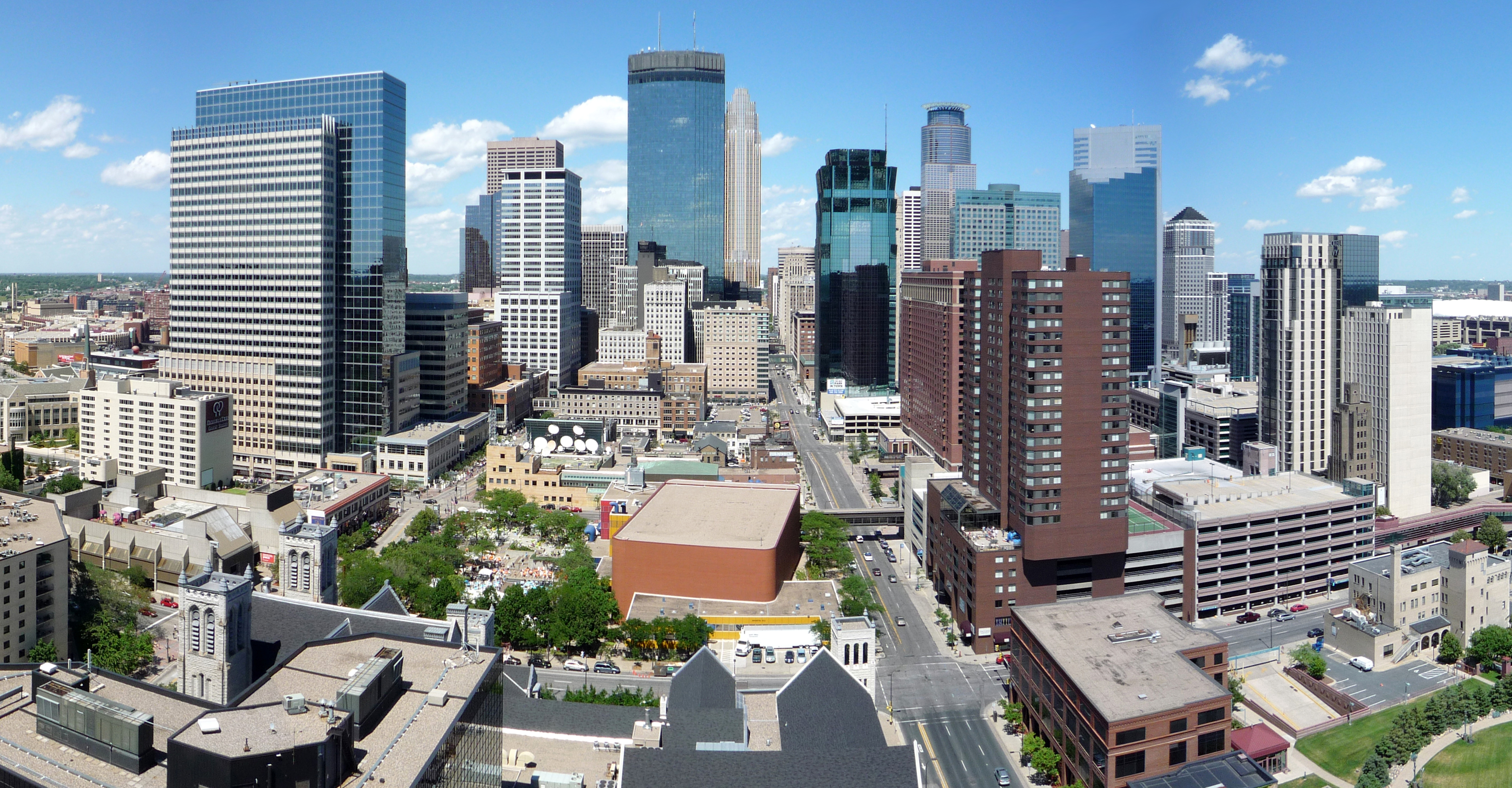
明尼阿波利斯
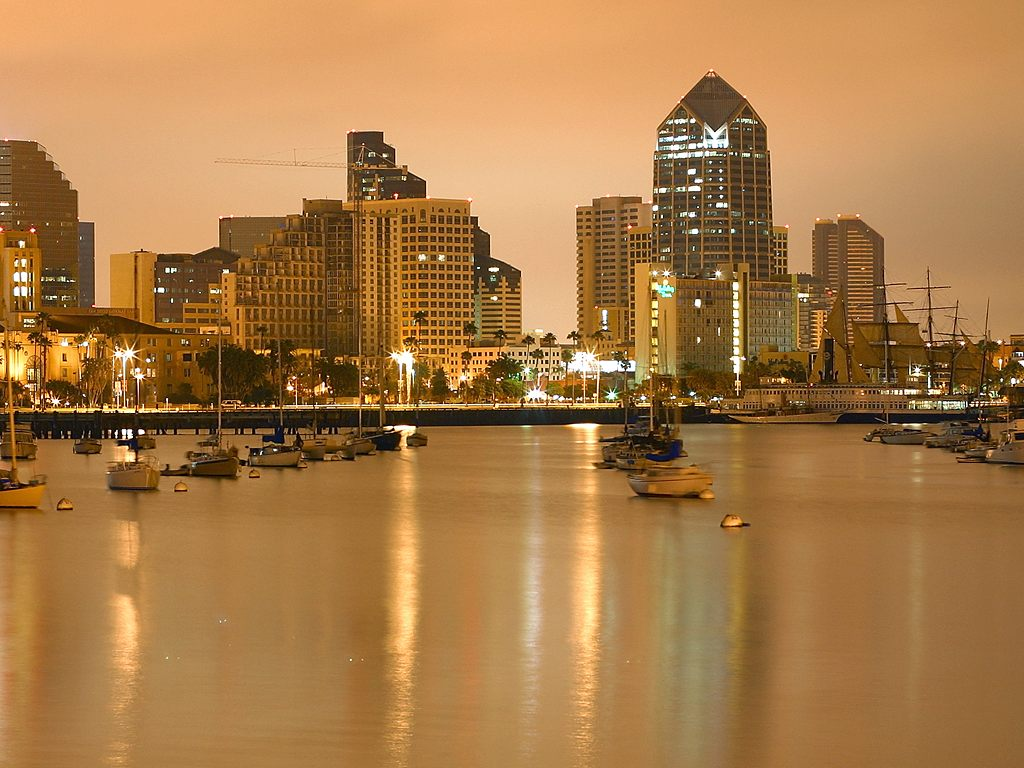
聖地牙哥
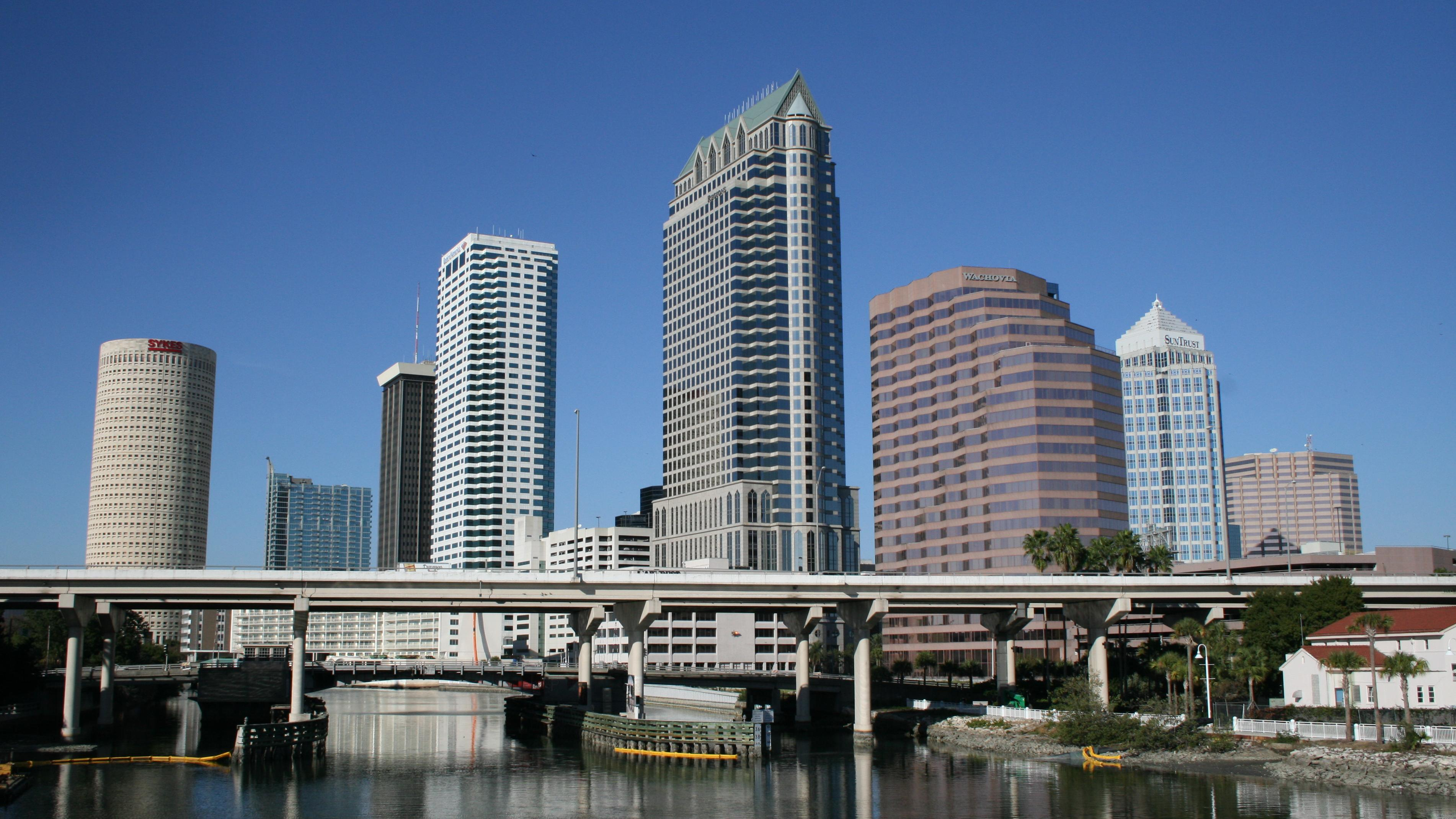
坦帕
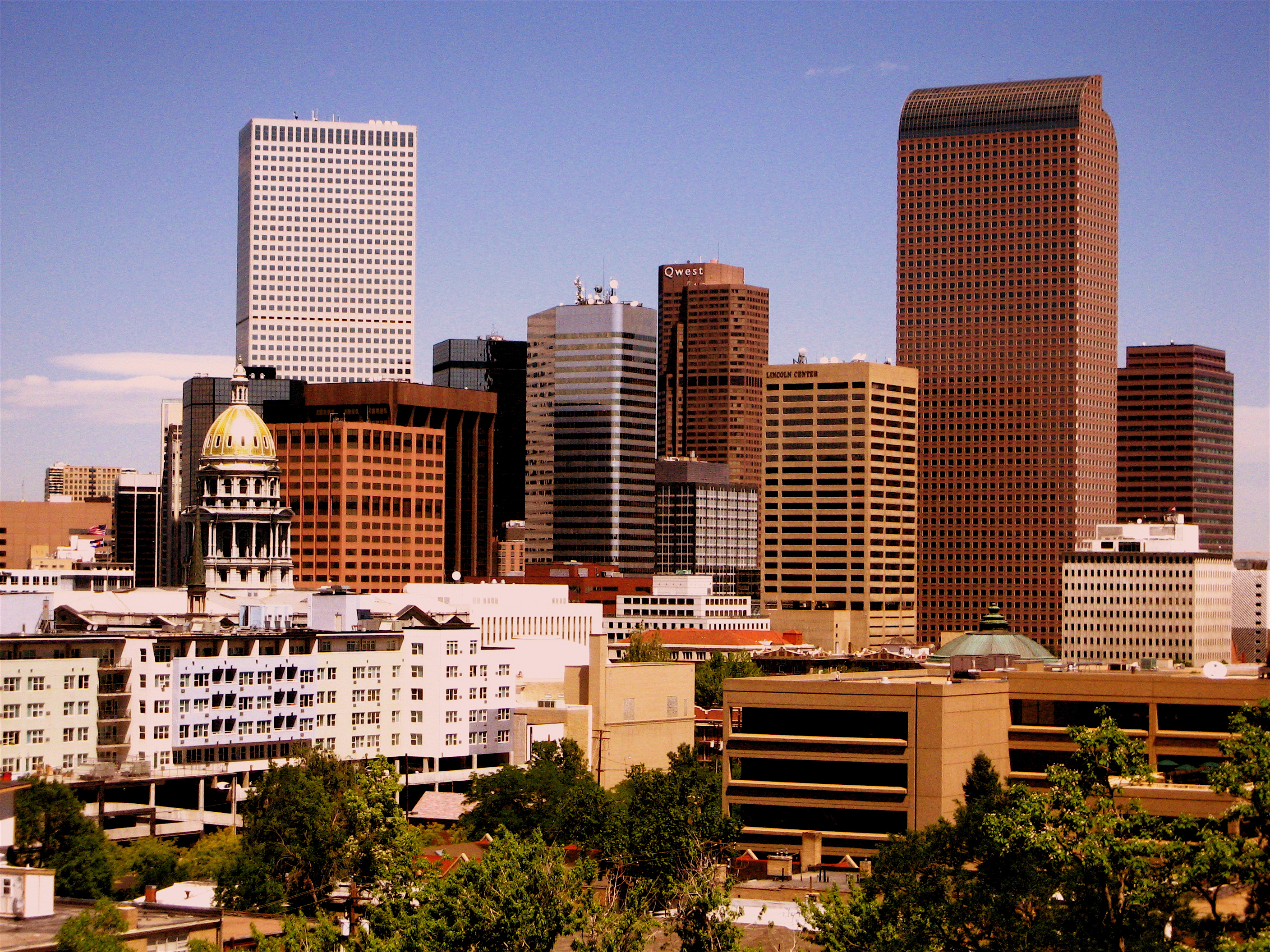
丹佛
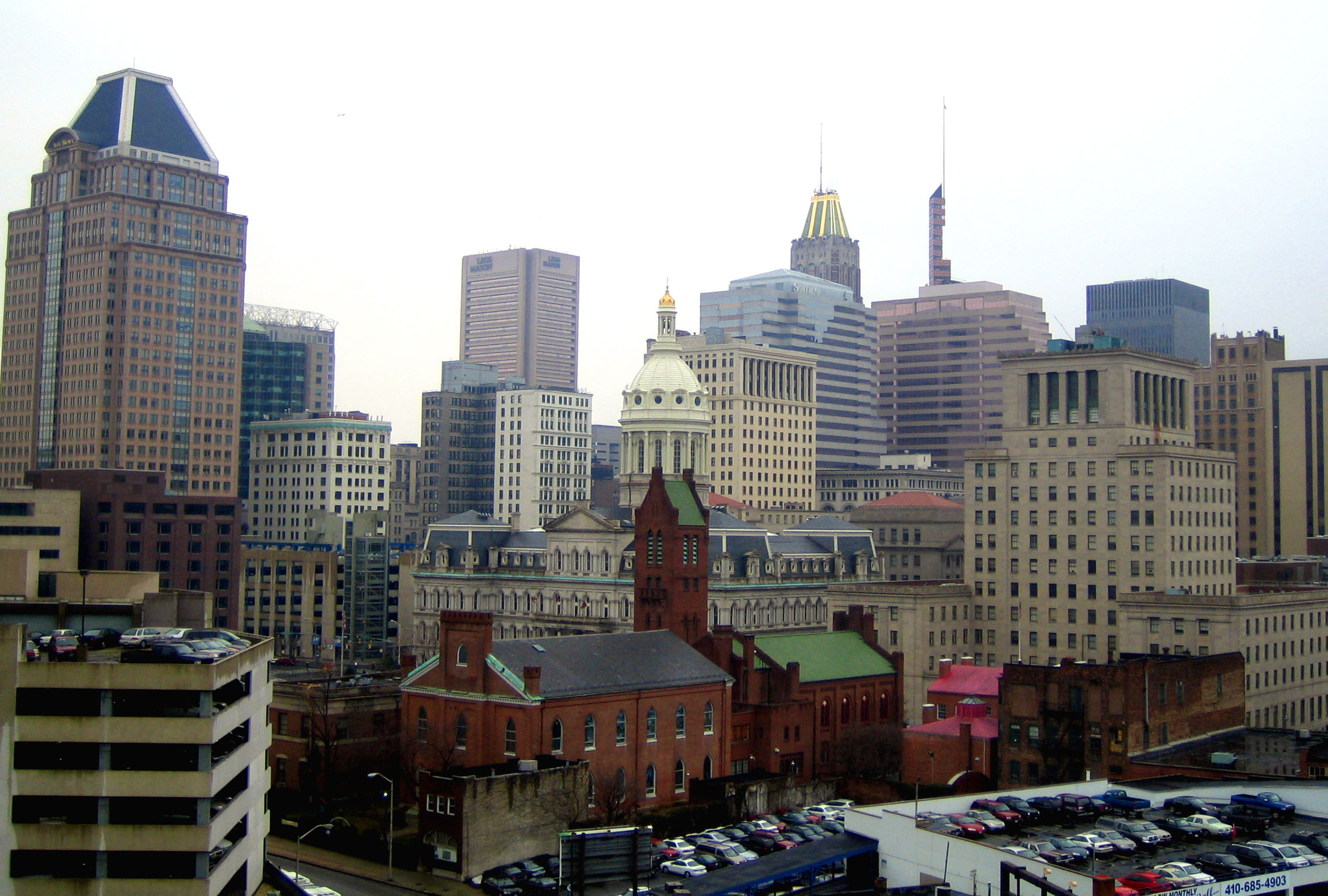
巴爾的摩
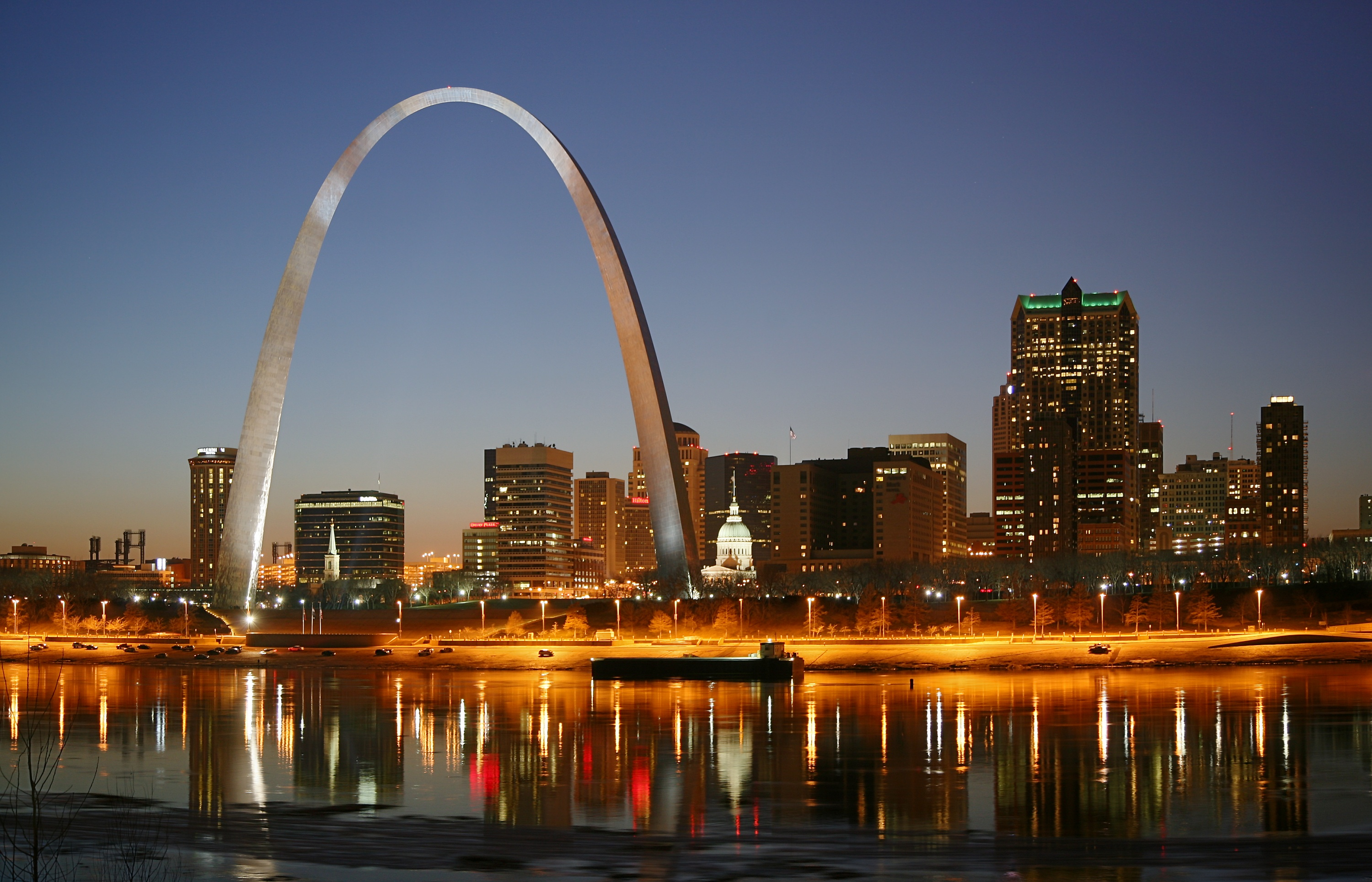
聖路易
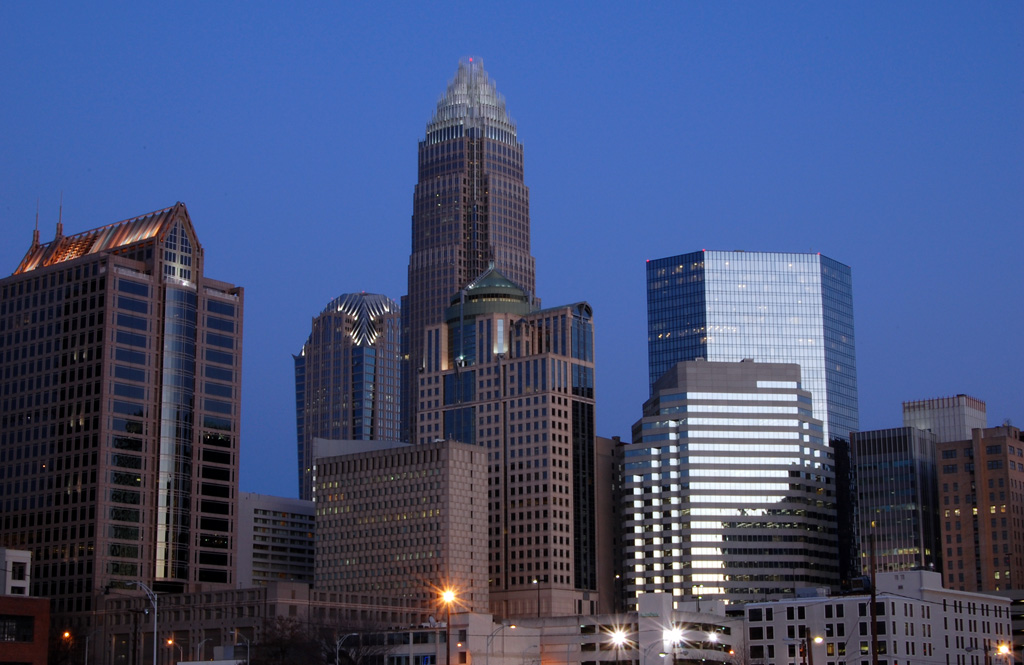
夏洛特
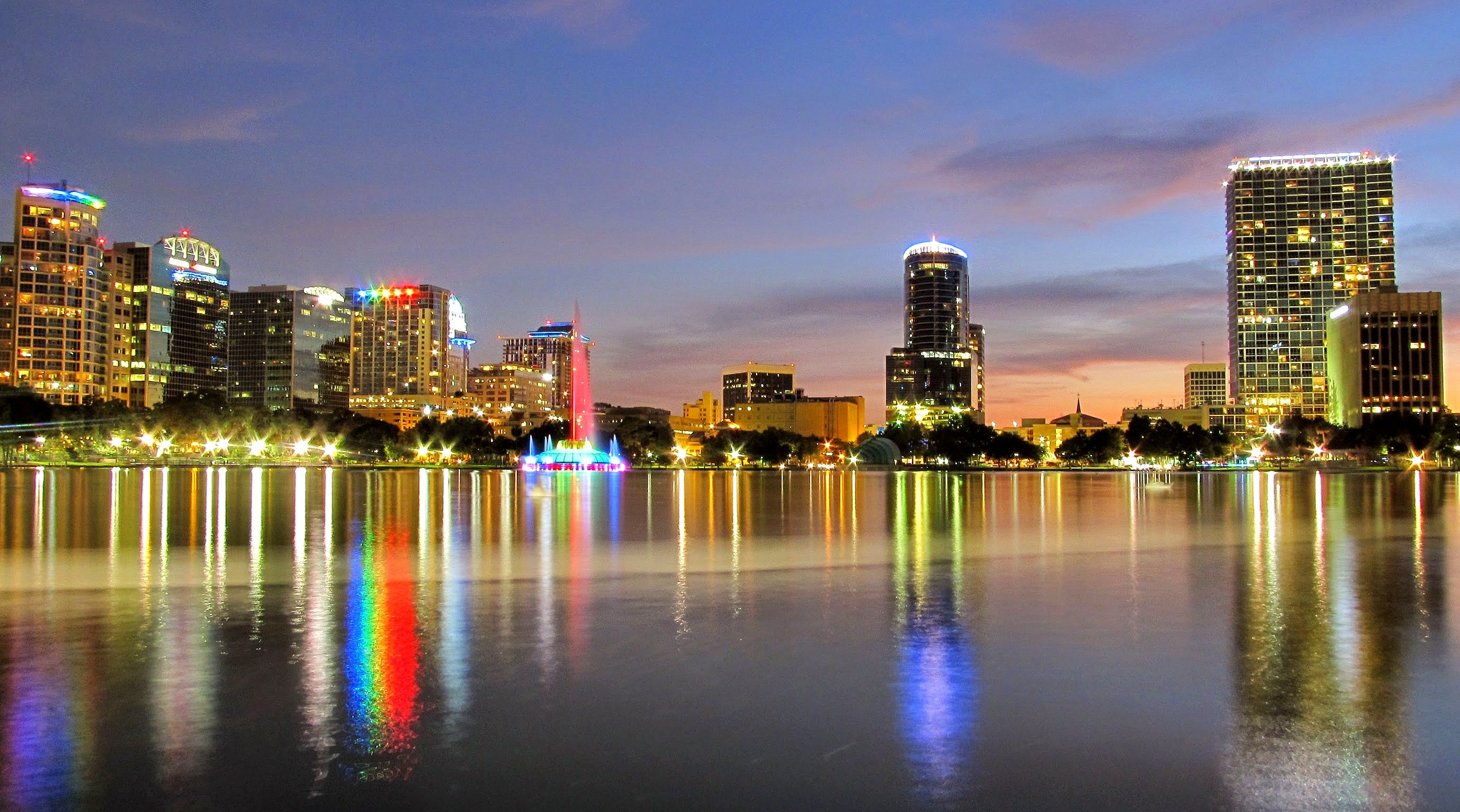
奧蘭多
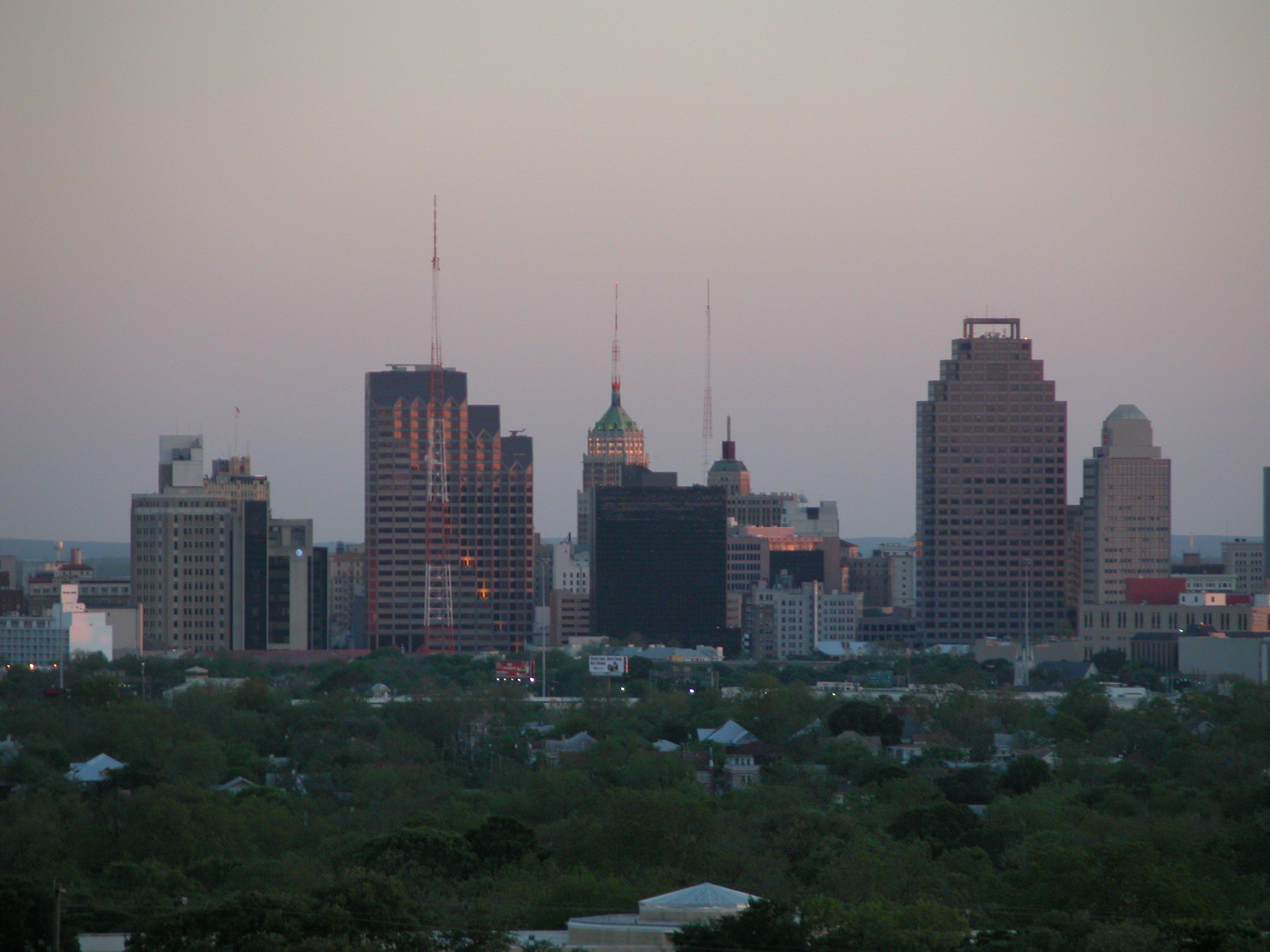
聖安東尼奧
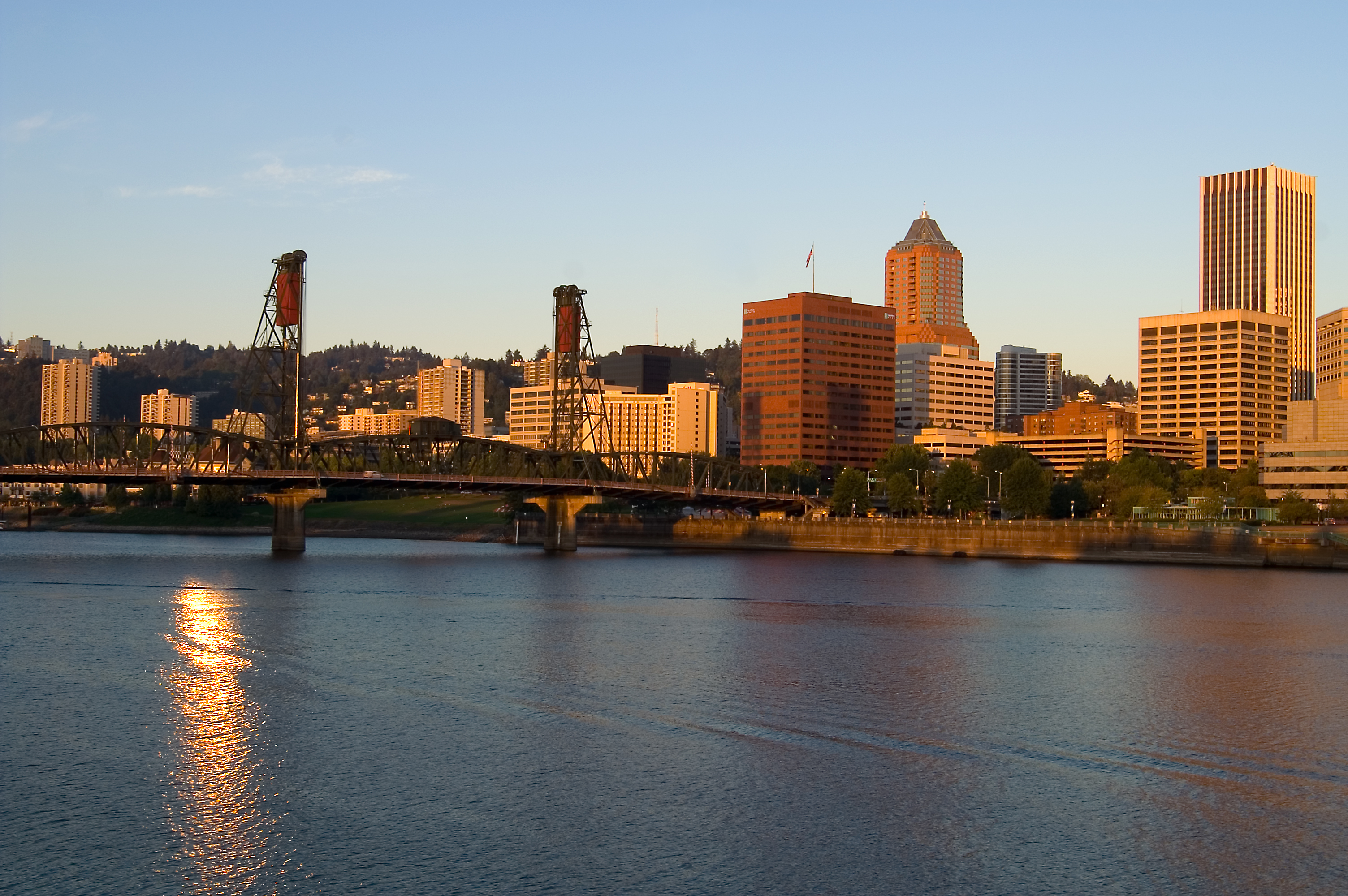
波特蘭
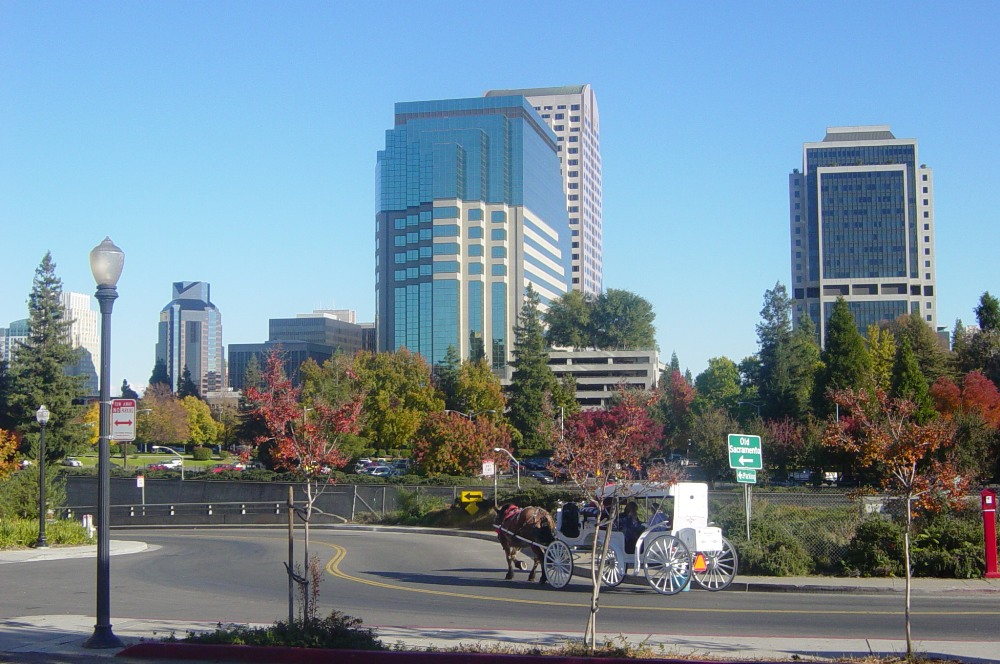
萨克拉门托
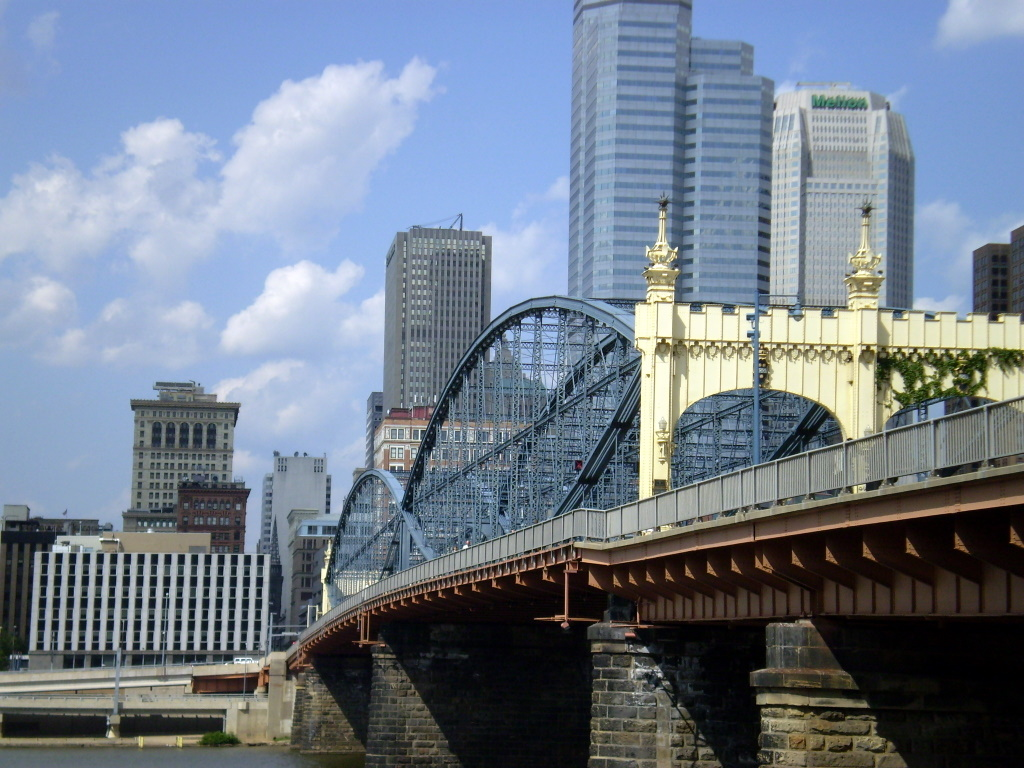
匹茲堡
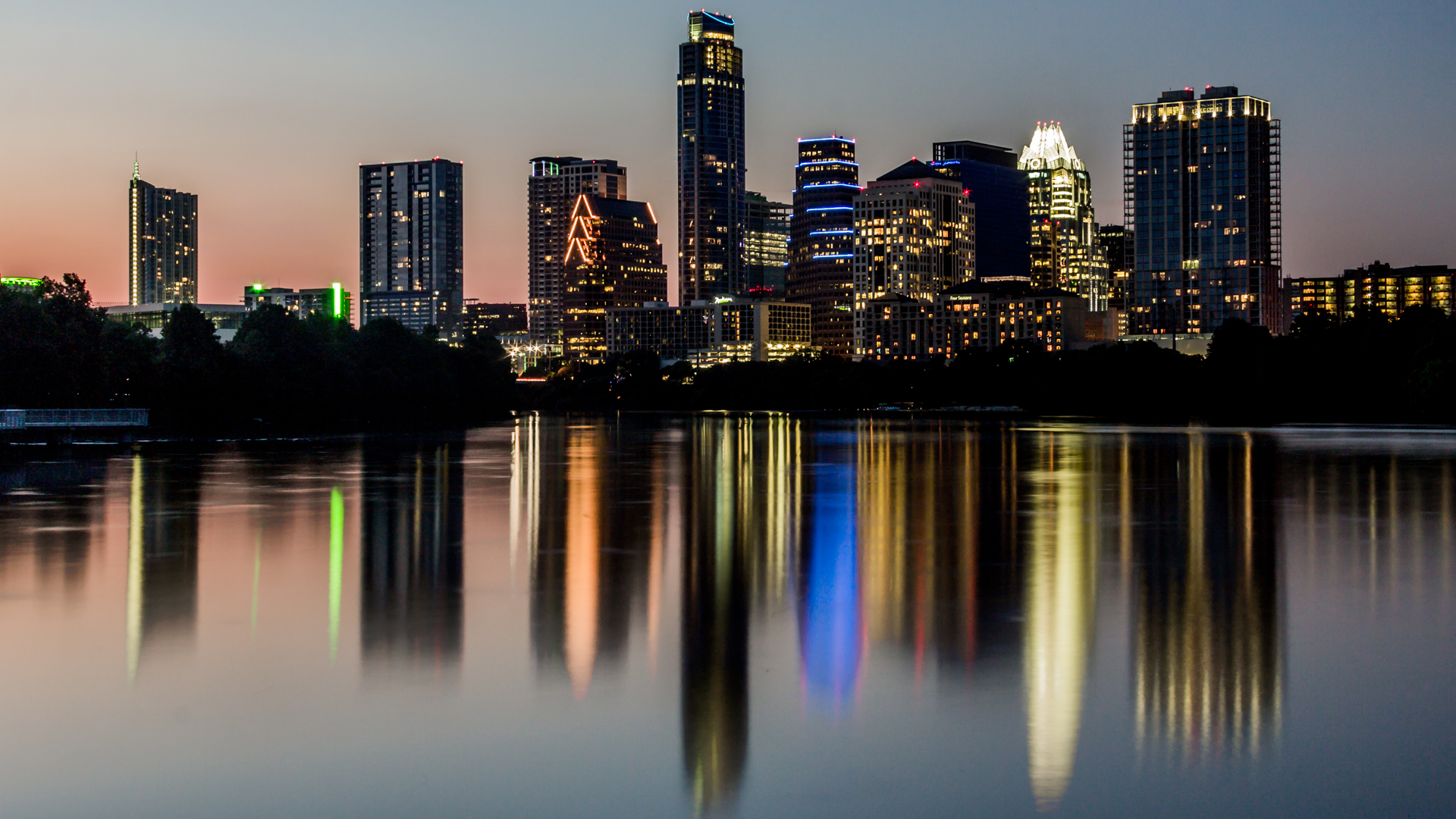
奧斯汀
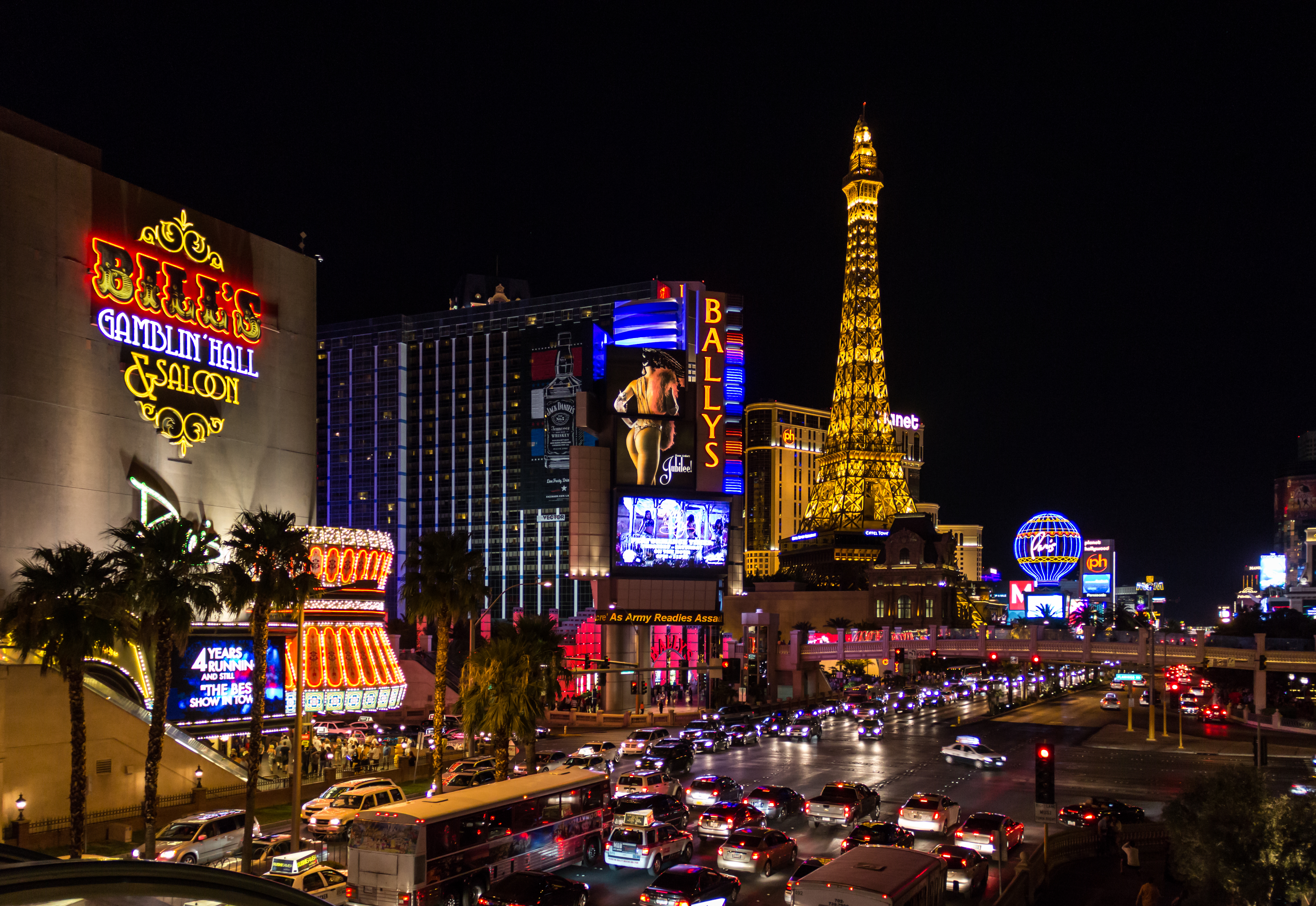
拉斯維加斯
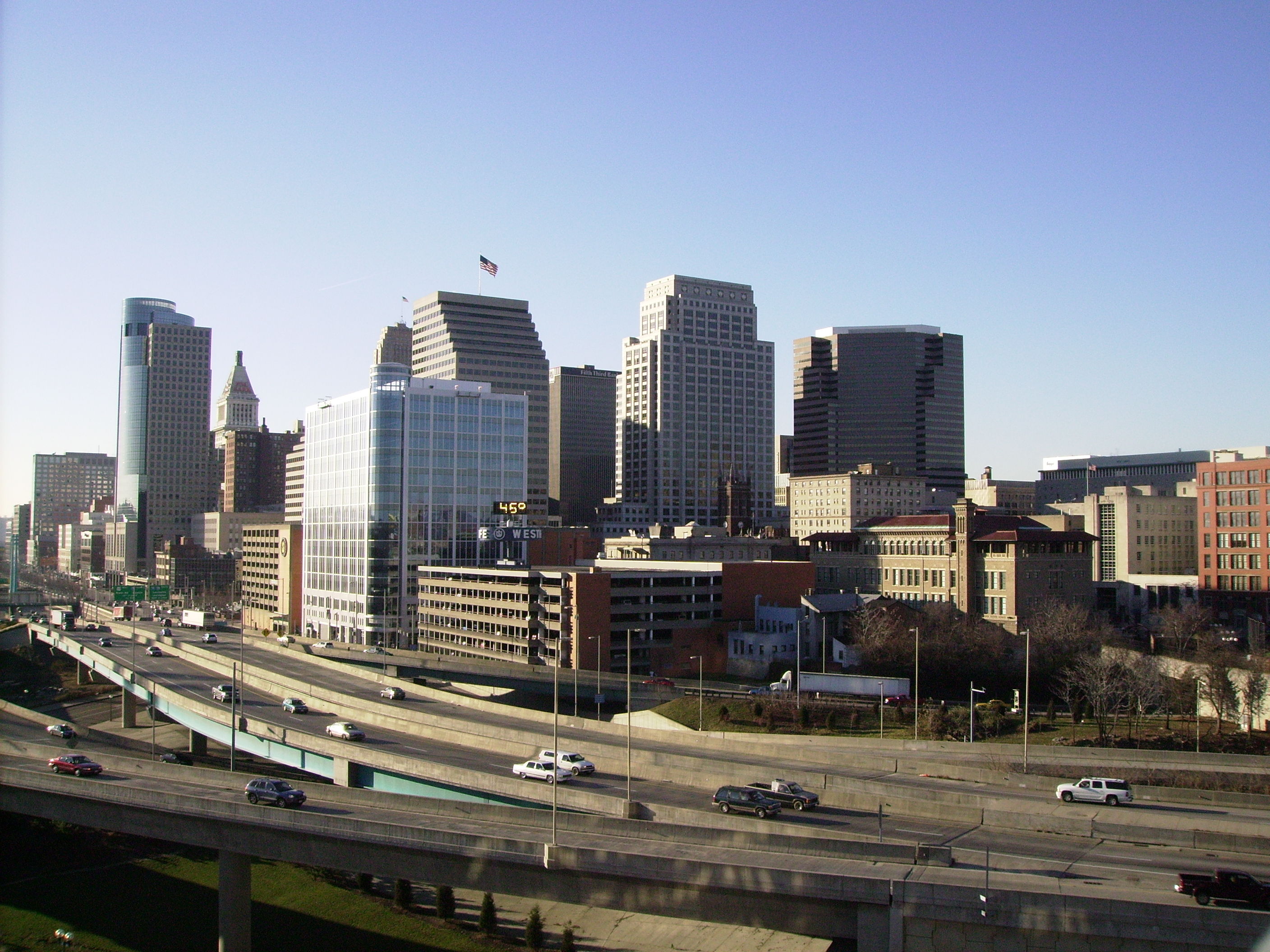
辛辛那提
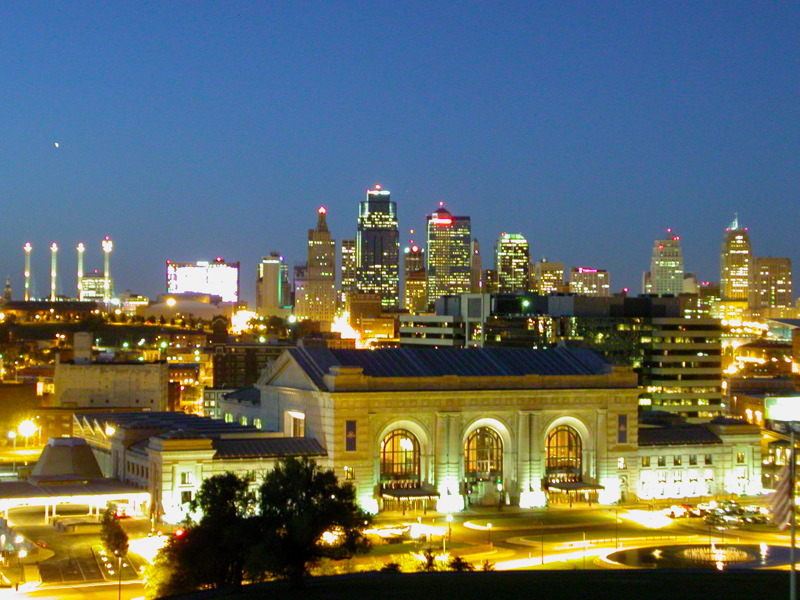
堪薩斯城
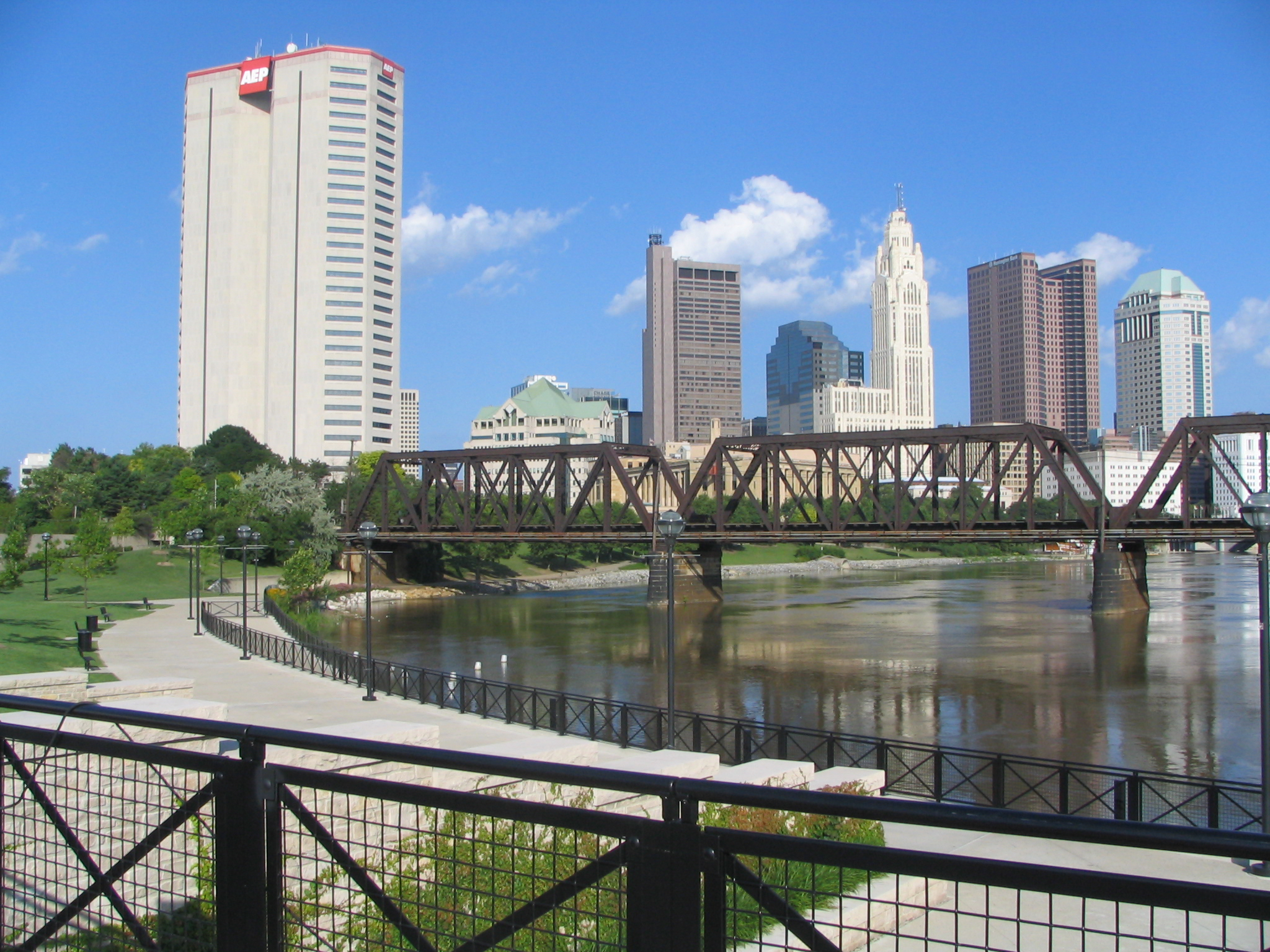
哥伦布
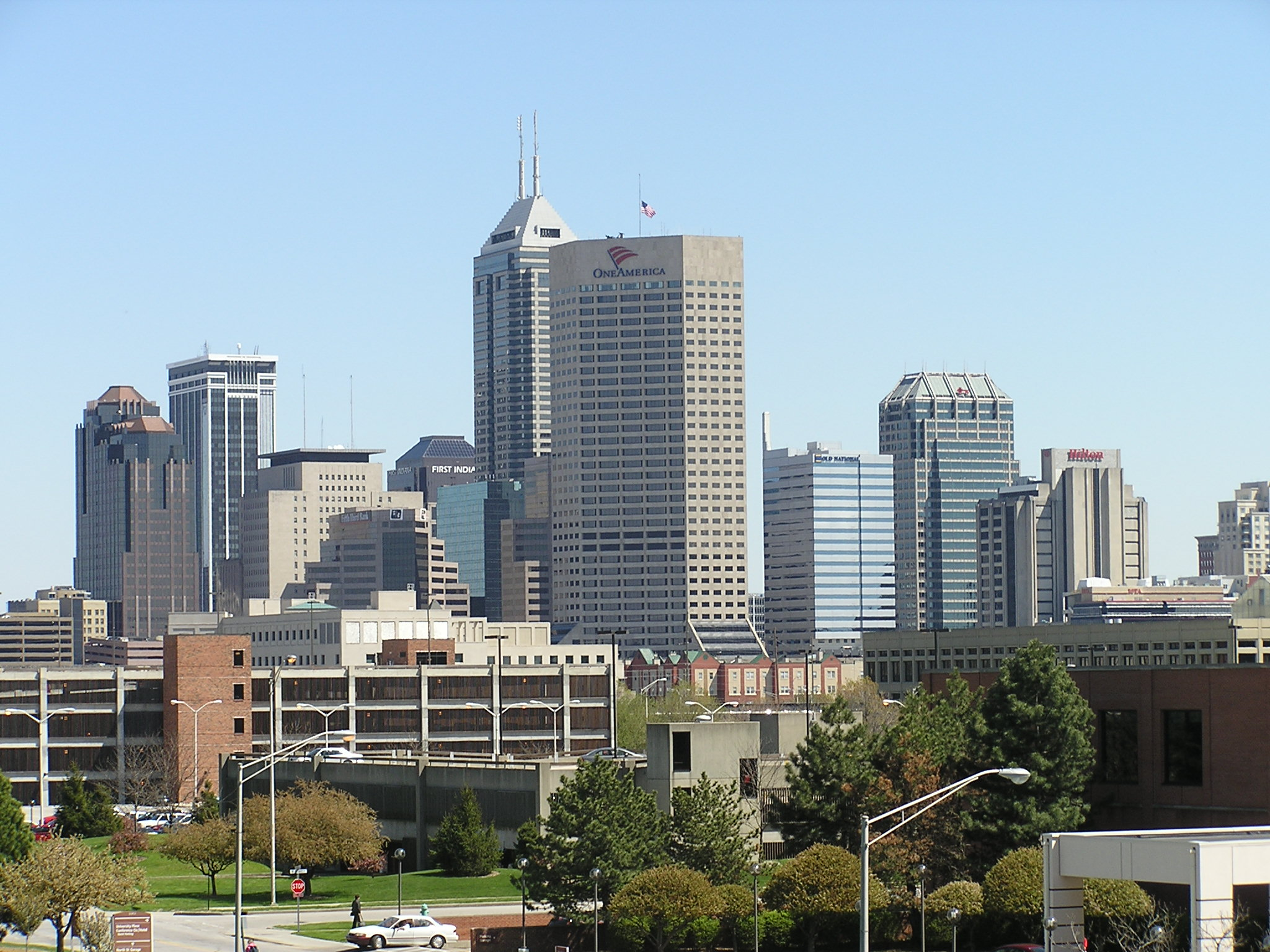
印第安纳波利斯
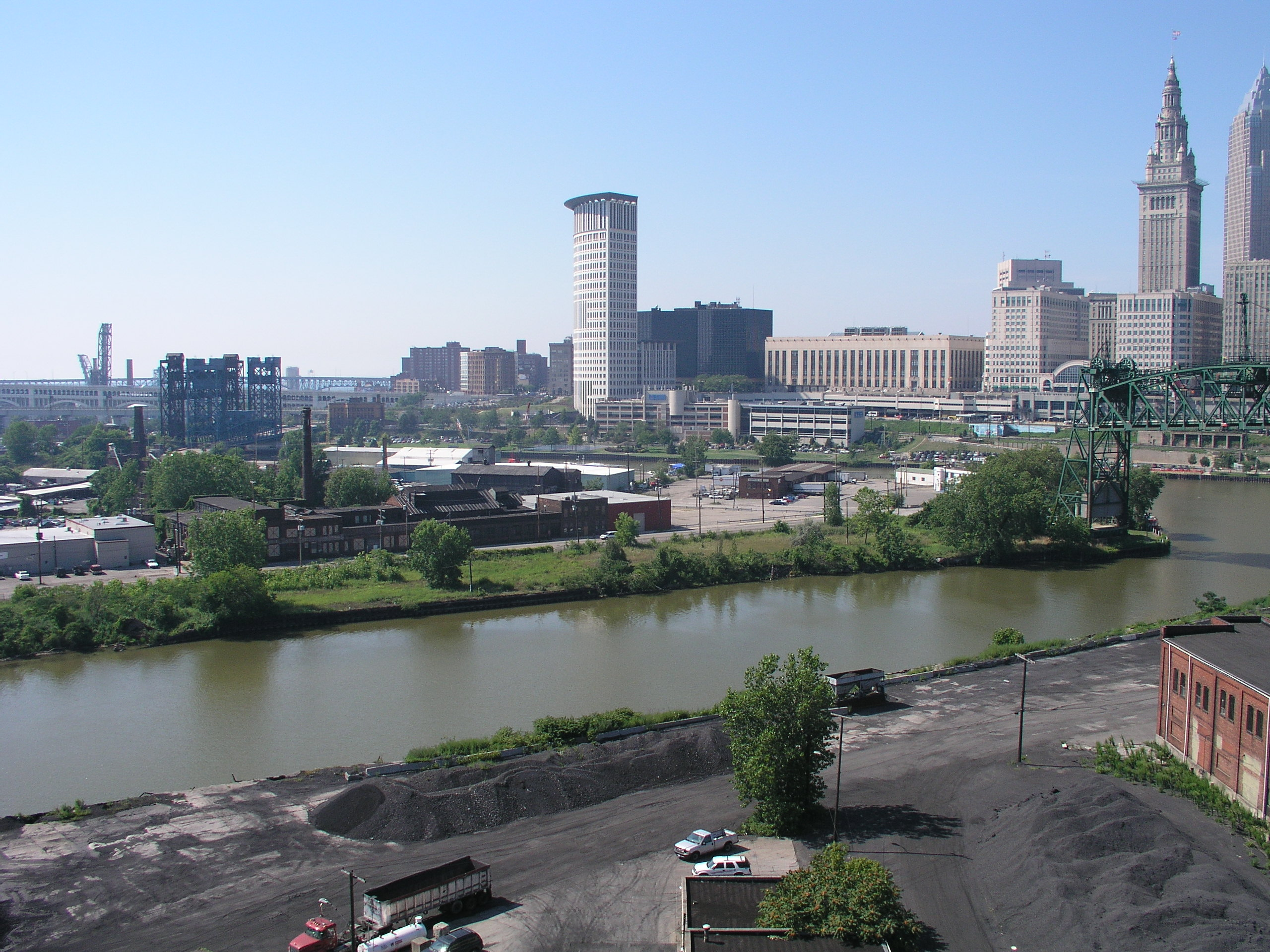
克里夫蘭
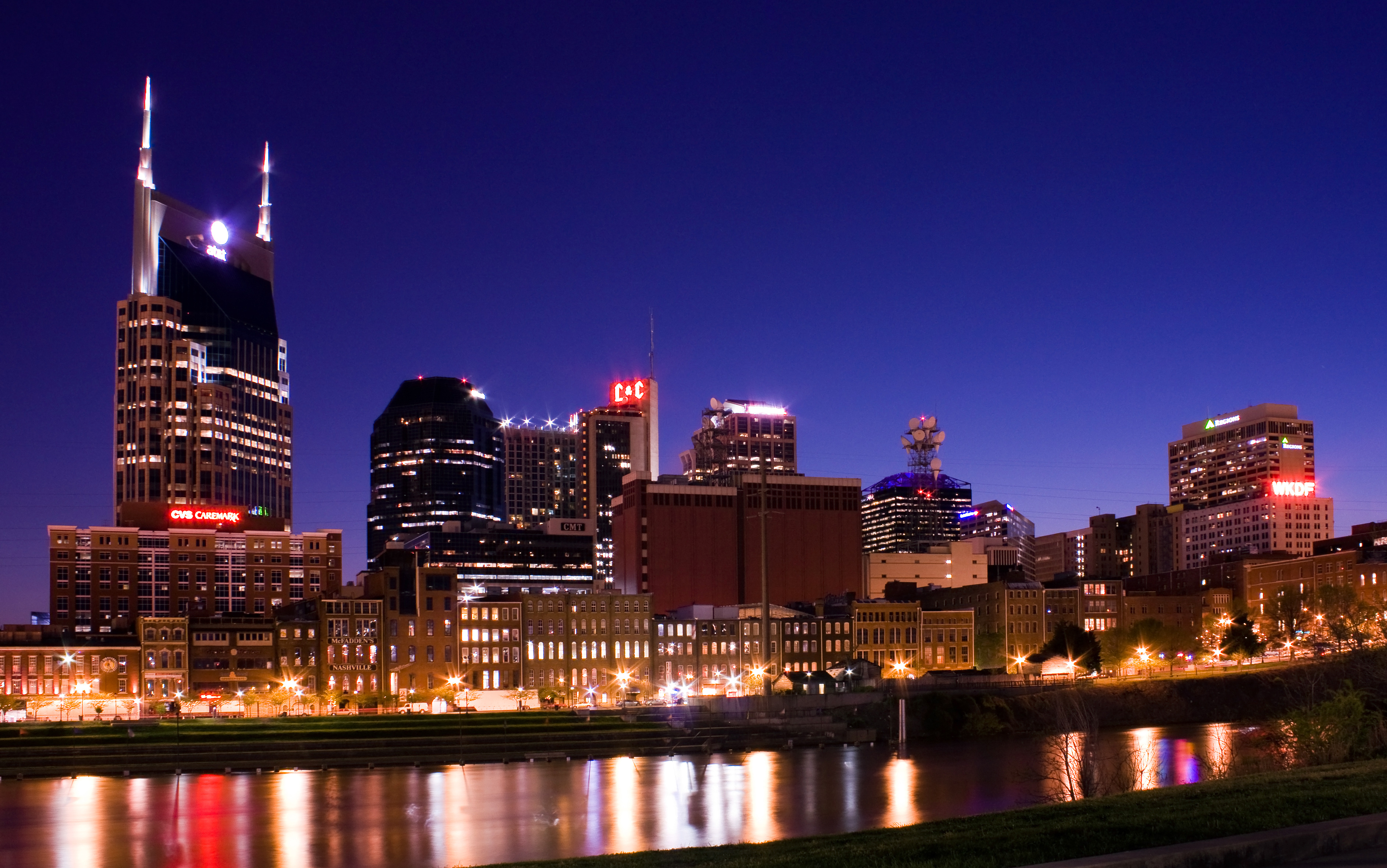
納許維爾
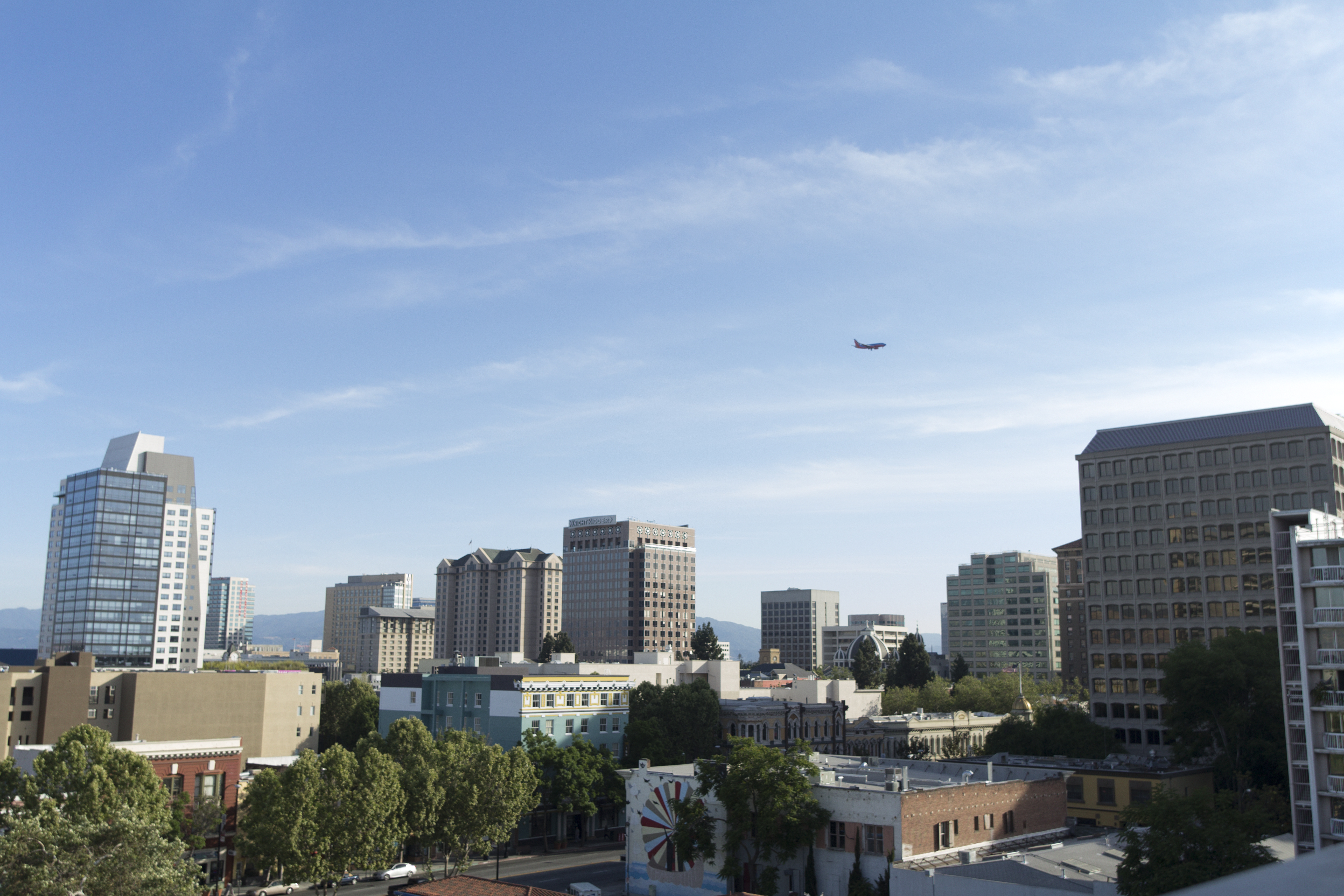
聖荷西
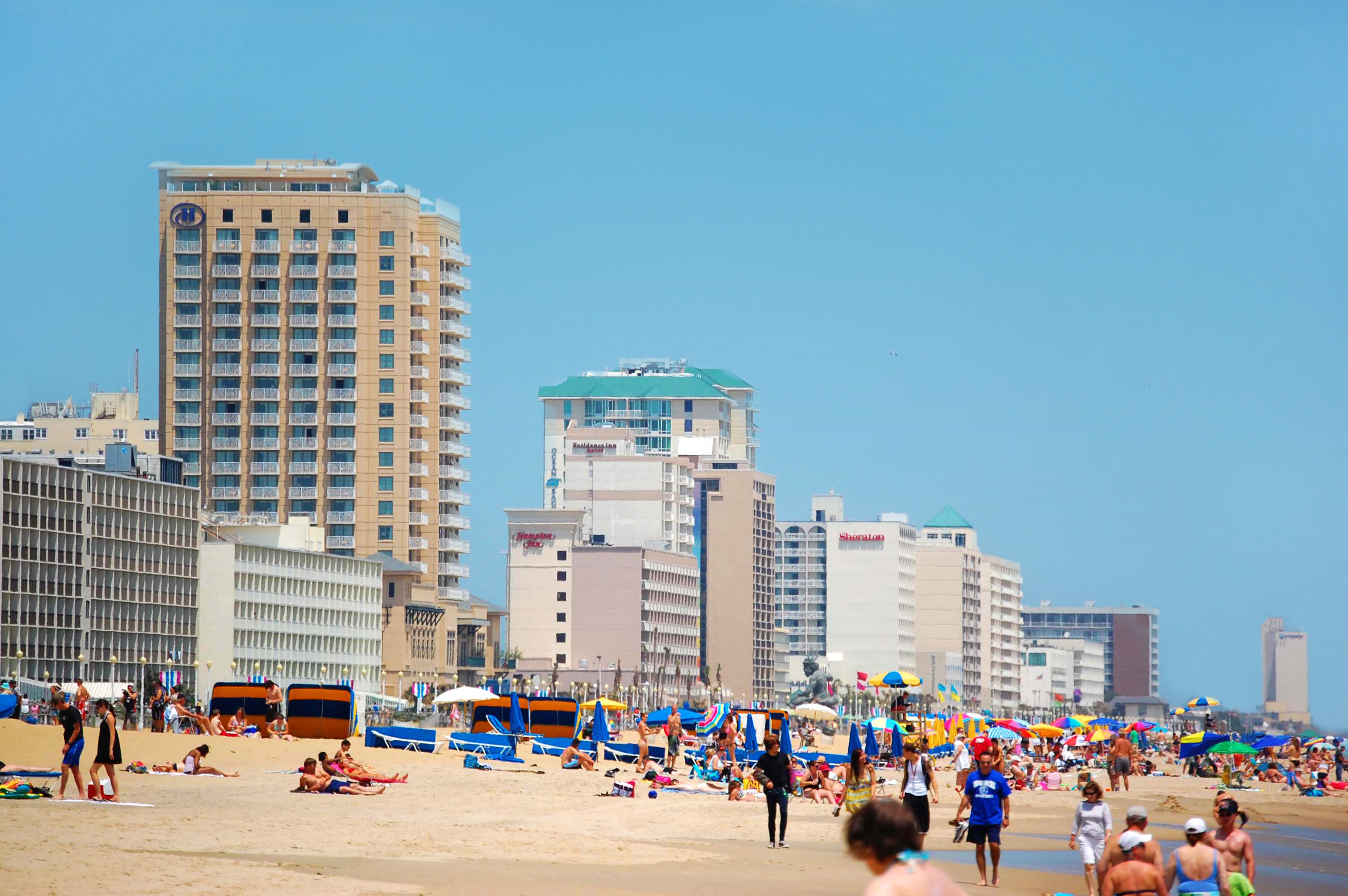
維吉尼亞海灘
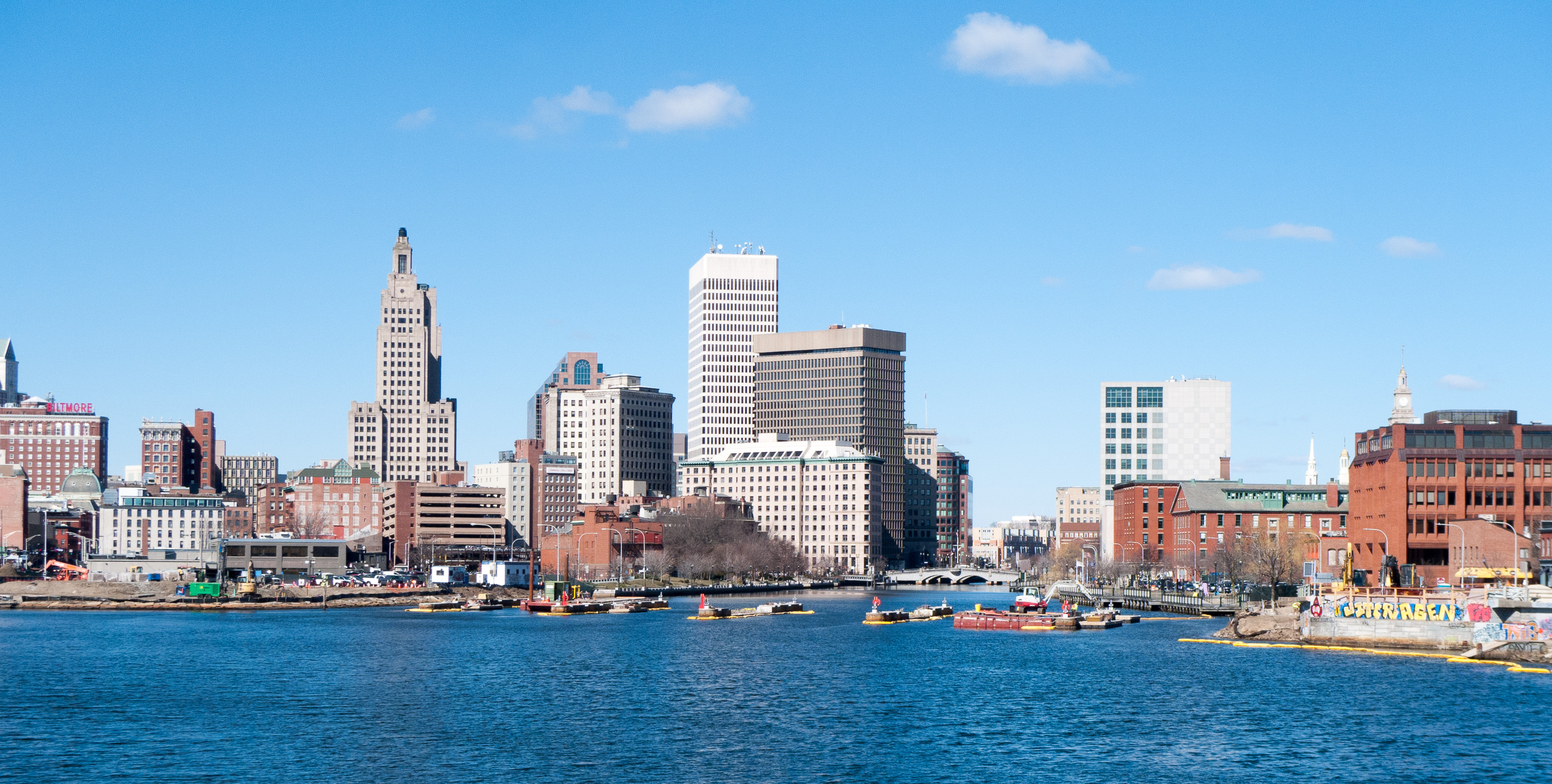
普羅維登斯
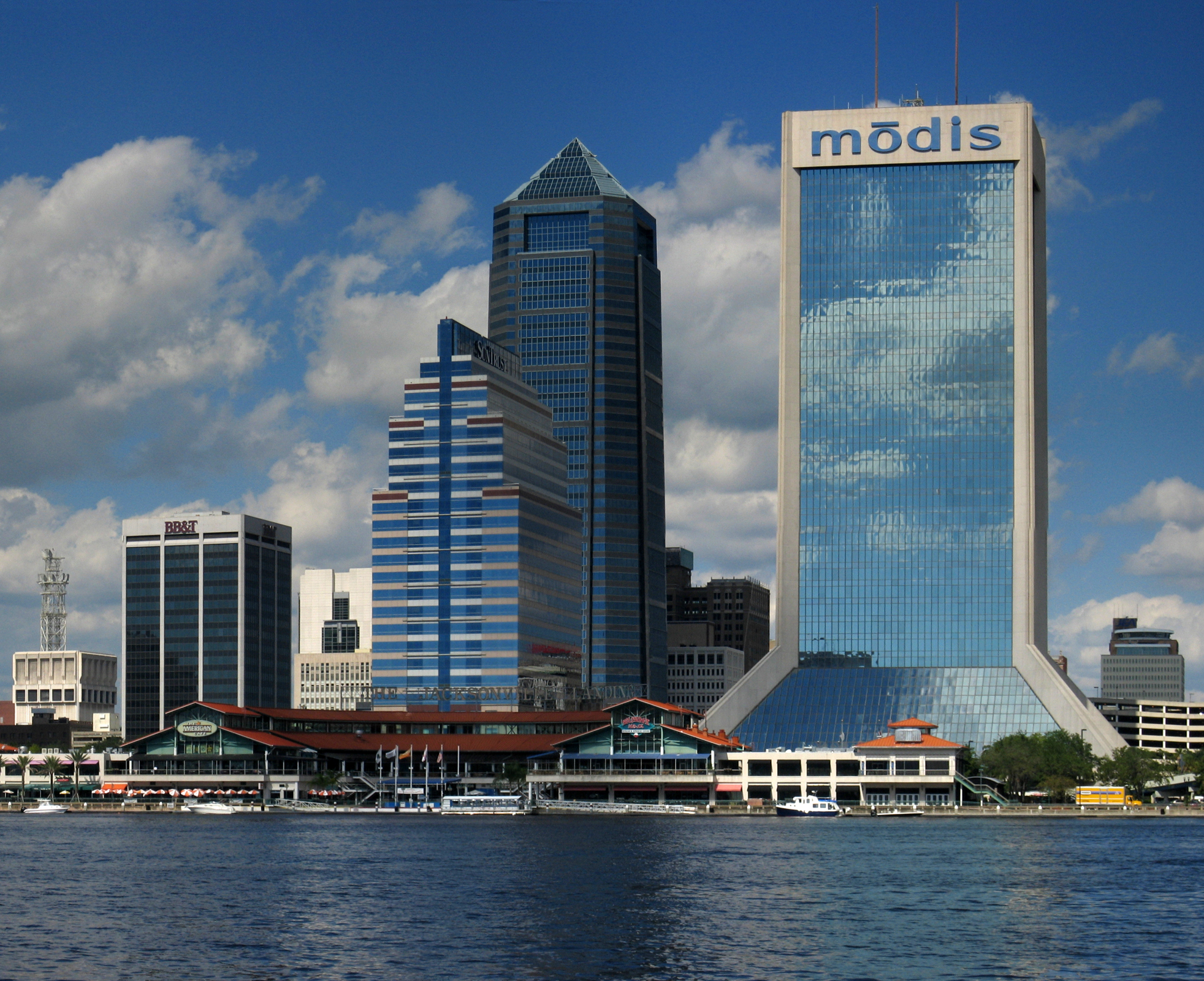
傑克遜維爾
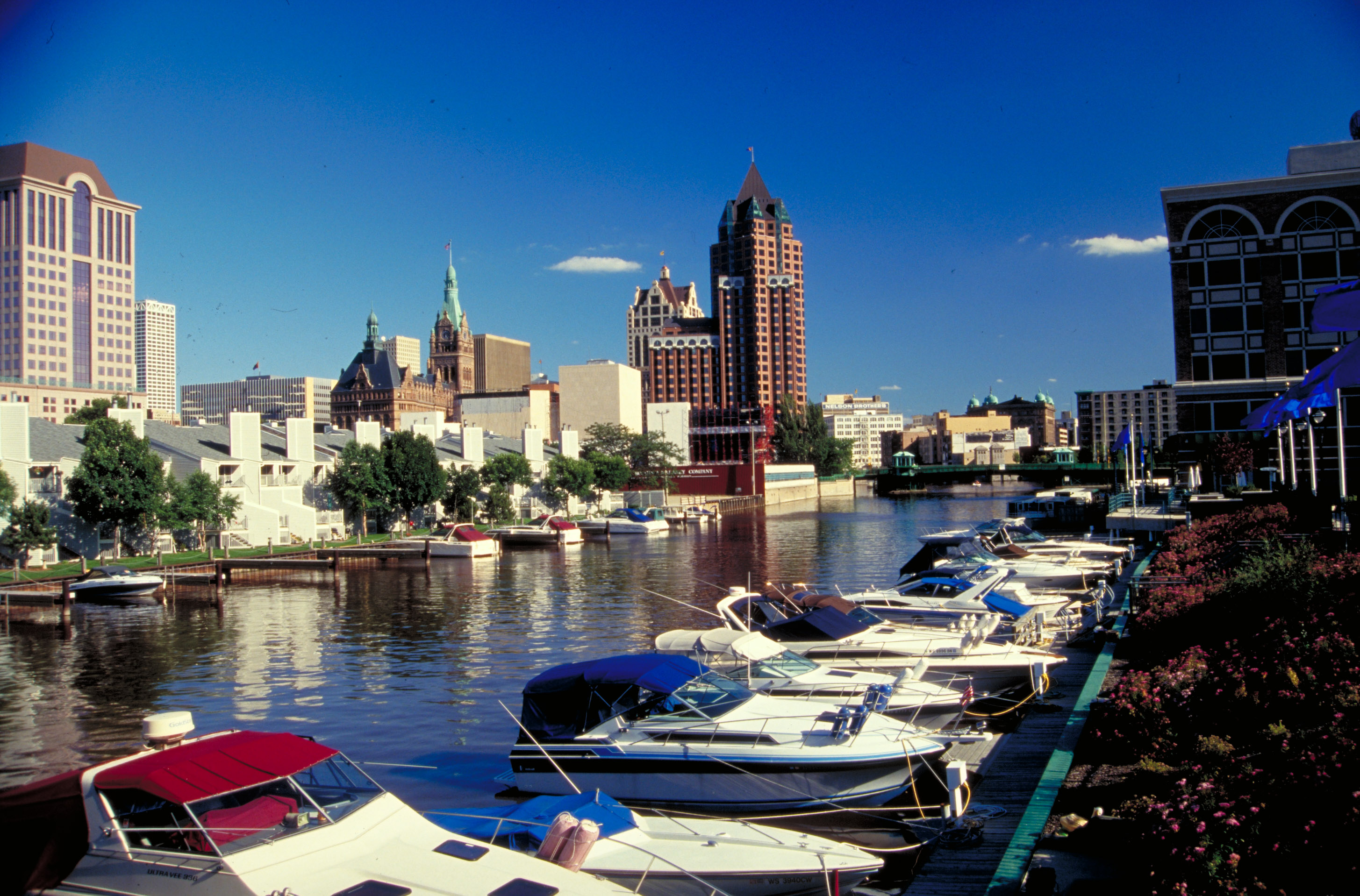
密爾沃基
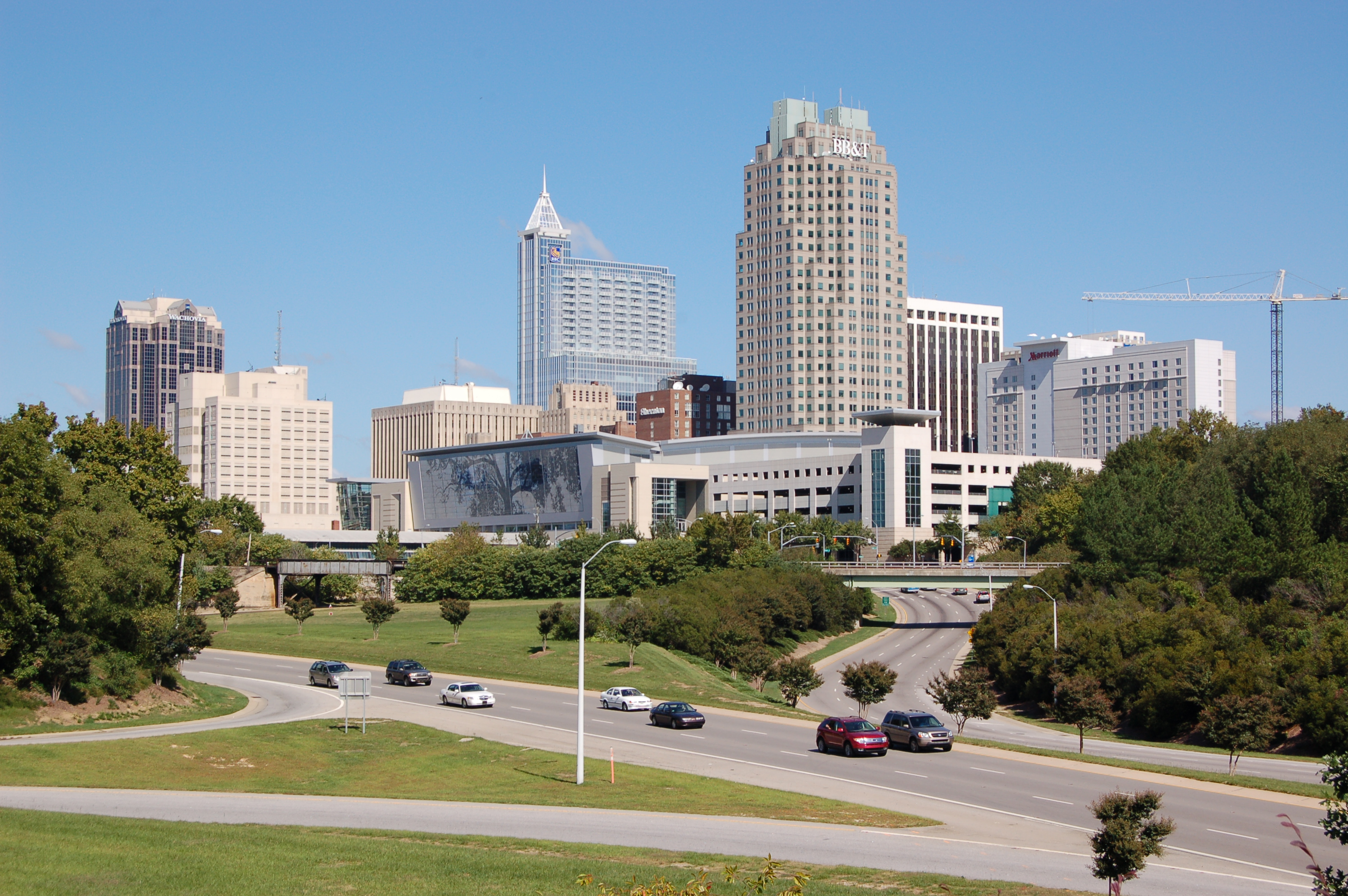
羅里
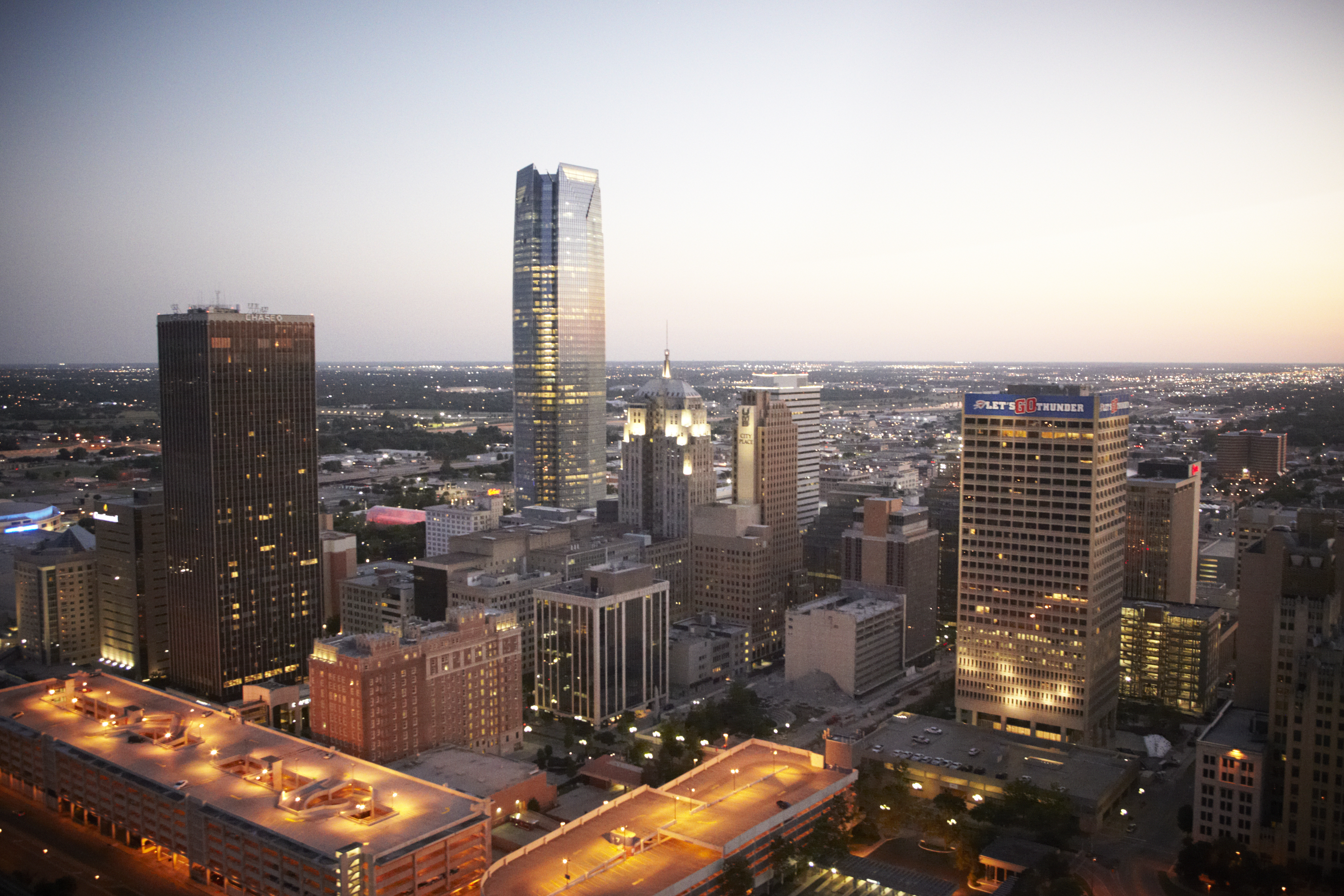
奧克拉荷馬市
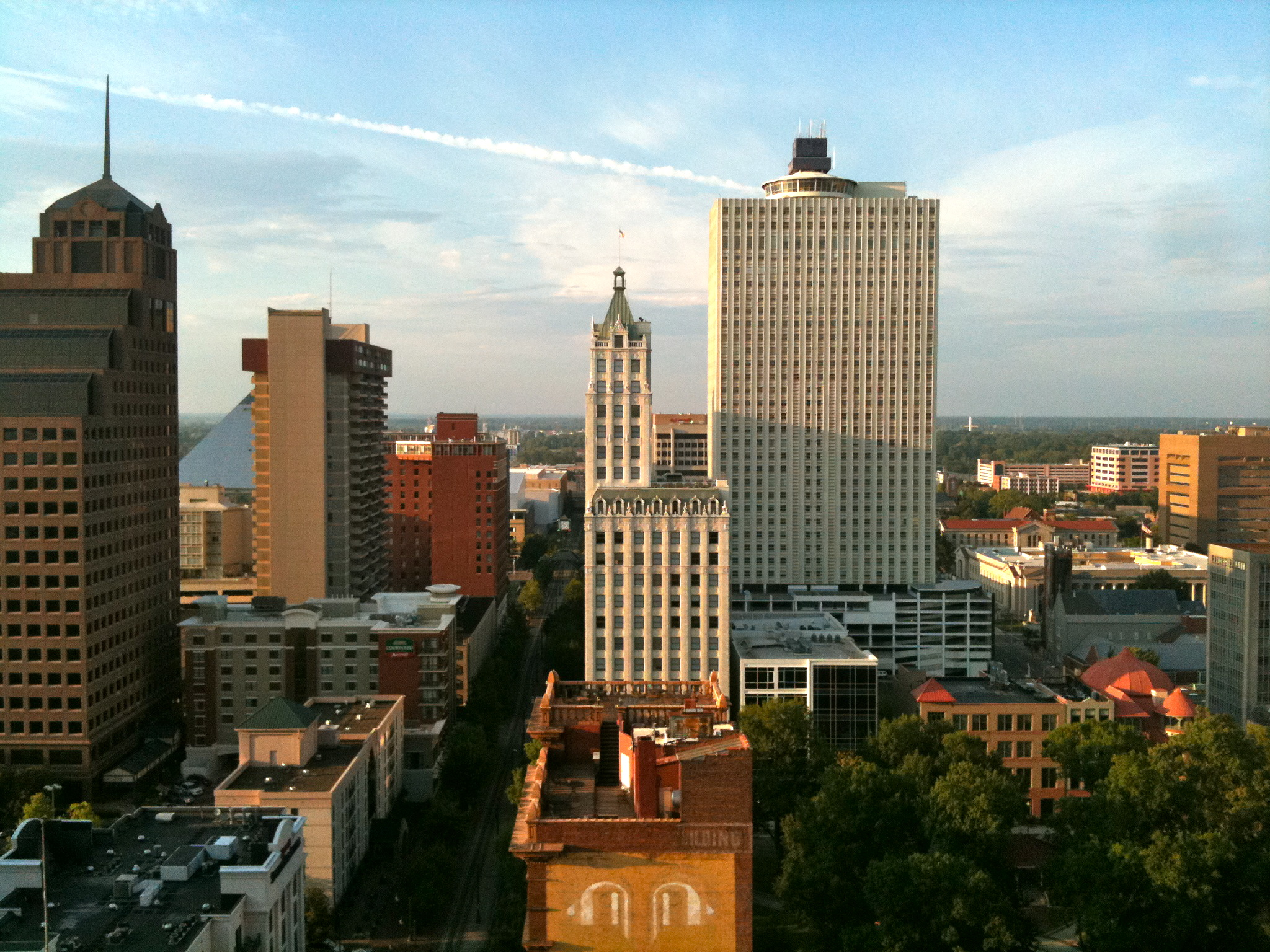
孟菲斯
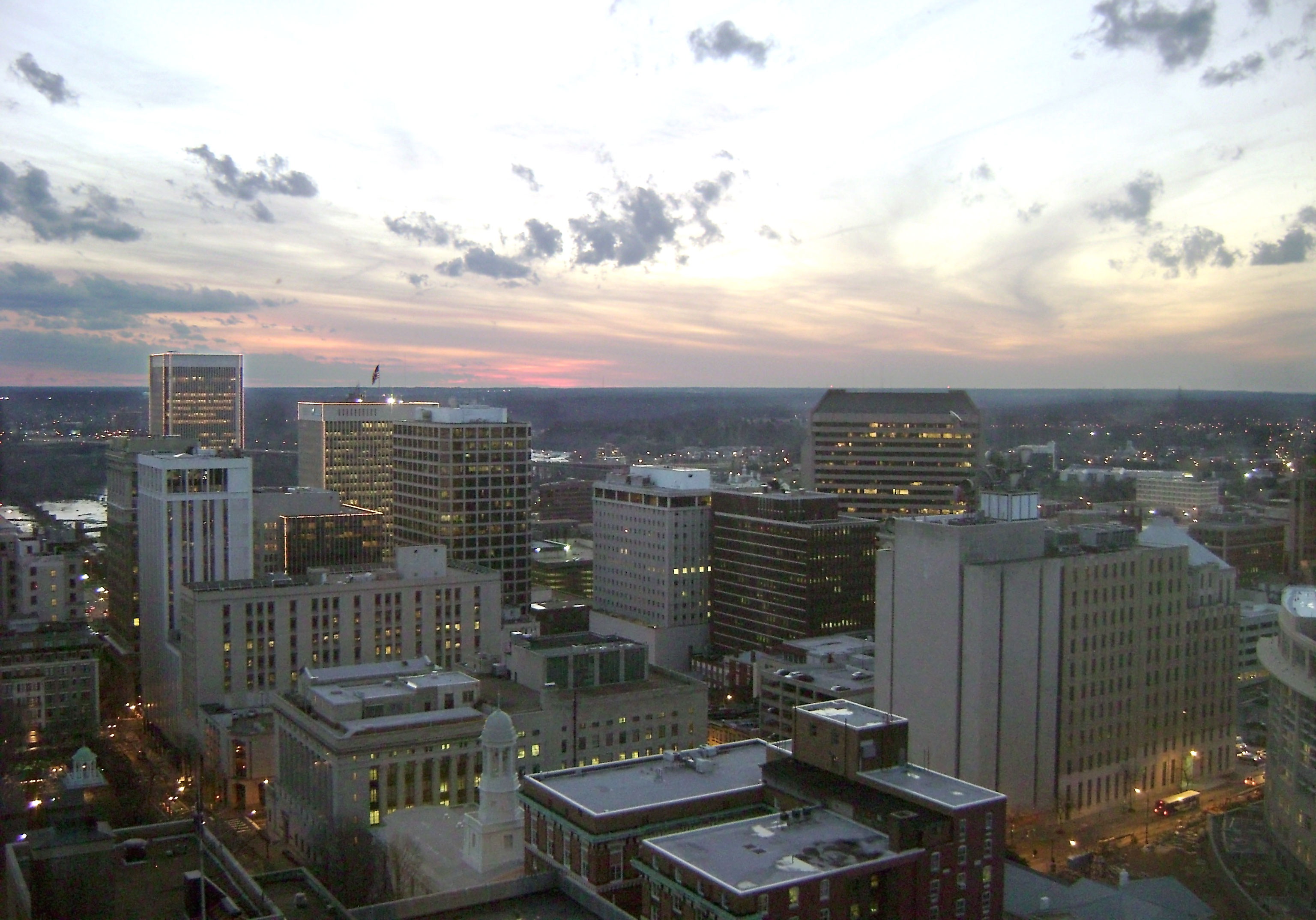
里奇蒙
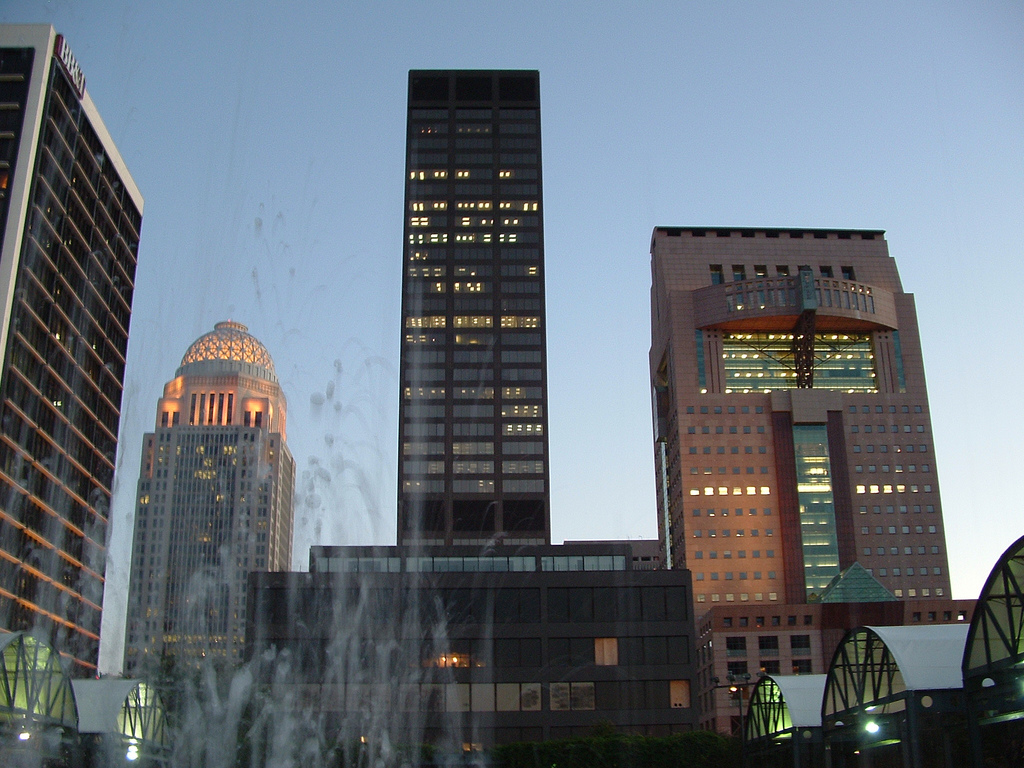
路易維爾
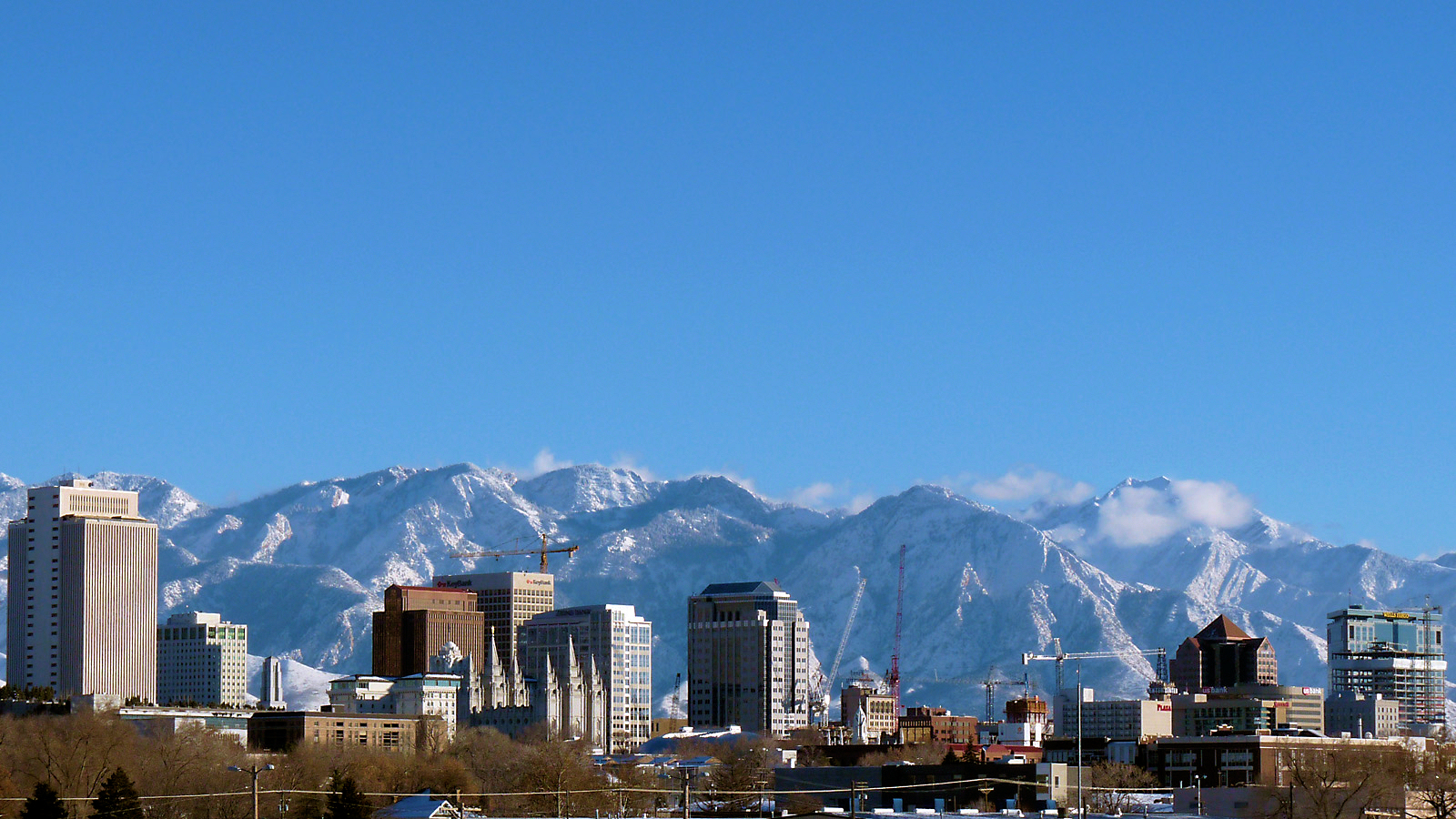
鹽湖城
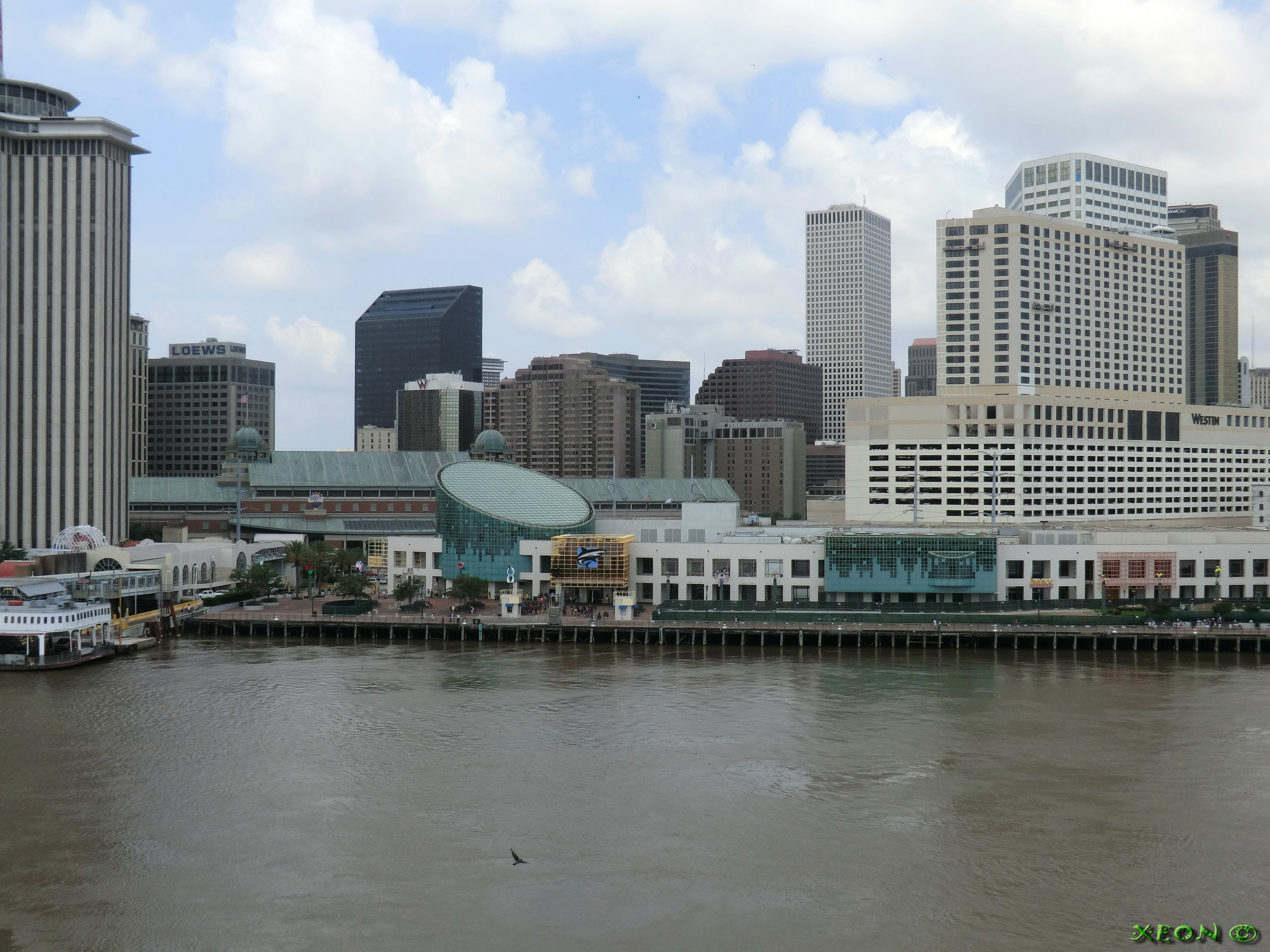
紐奧良
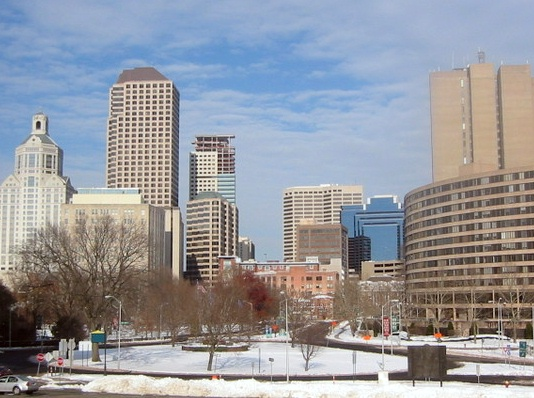
哈特福德
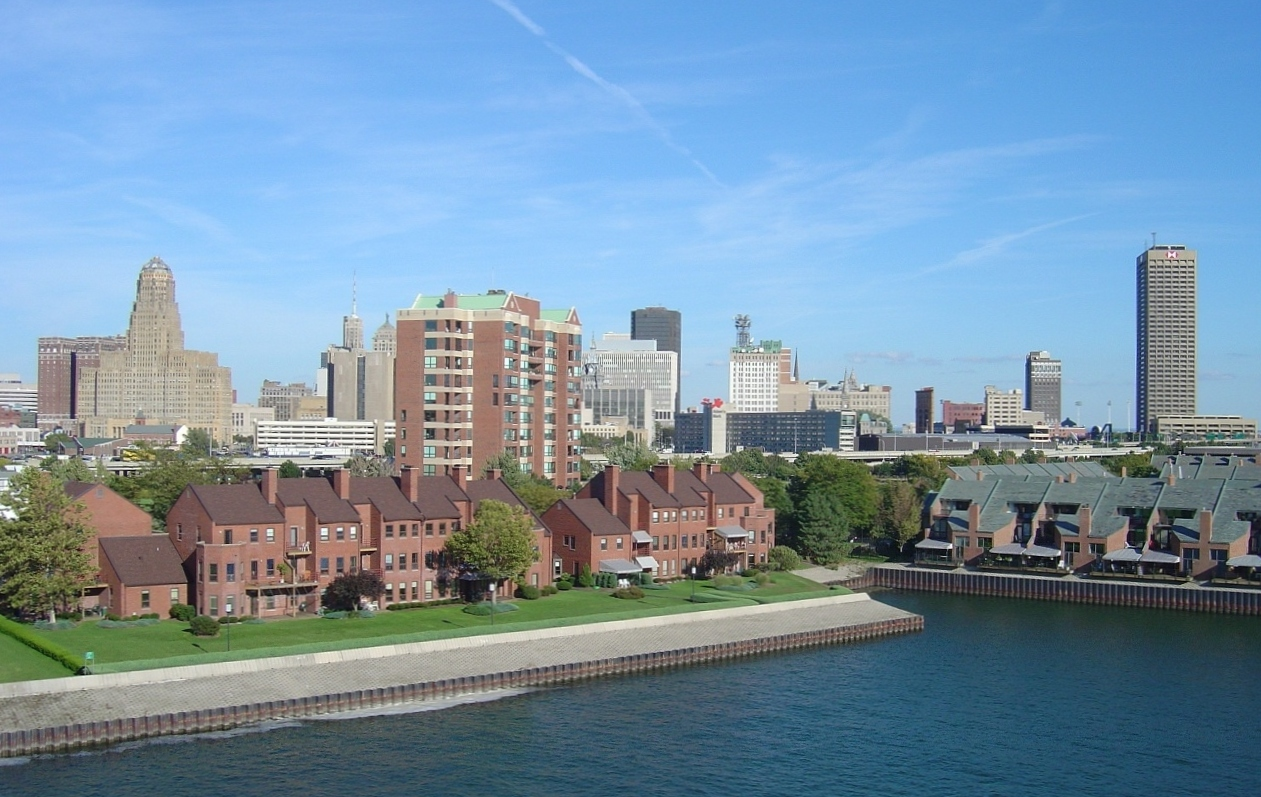
水牛城
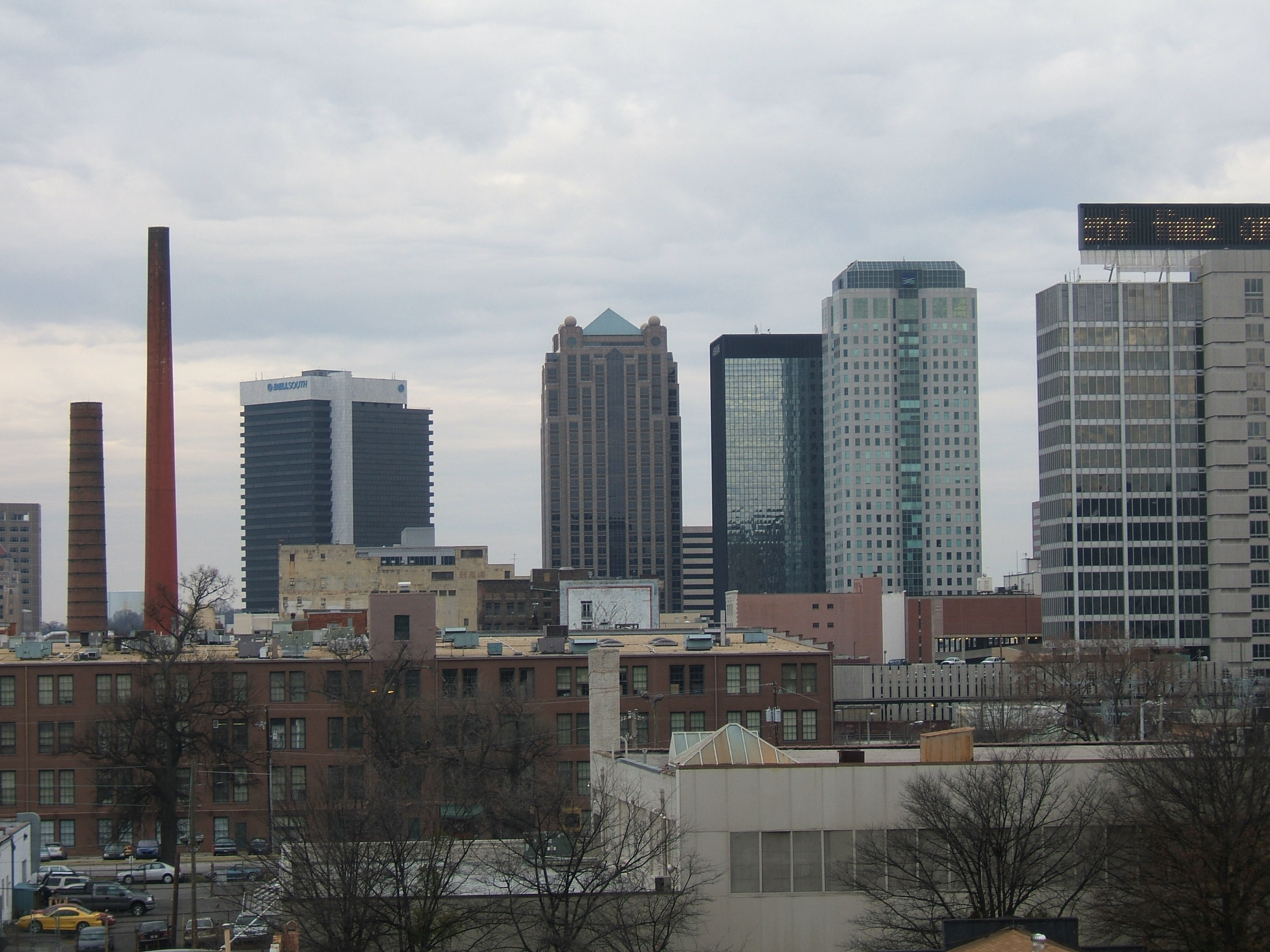
伯明翰
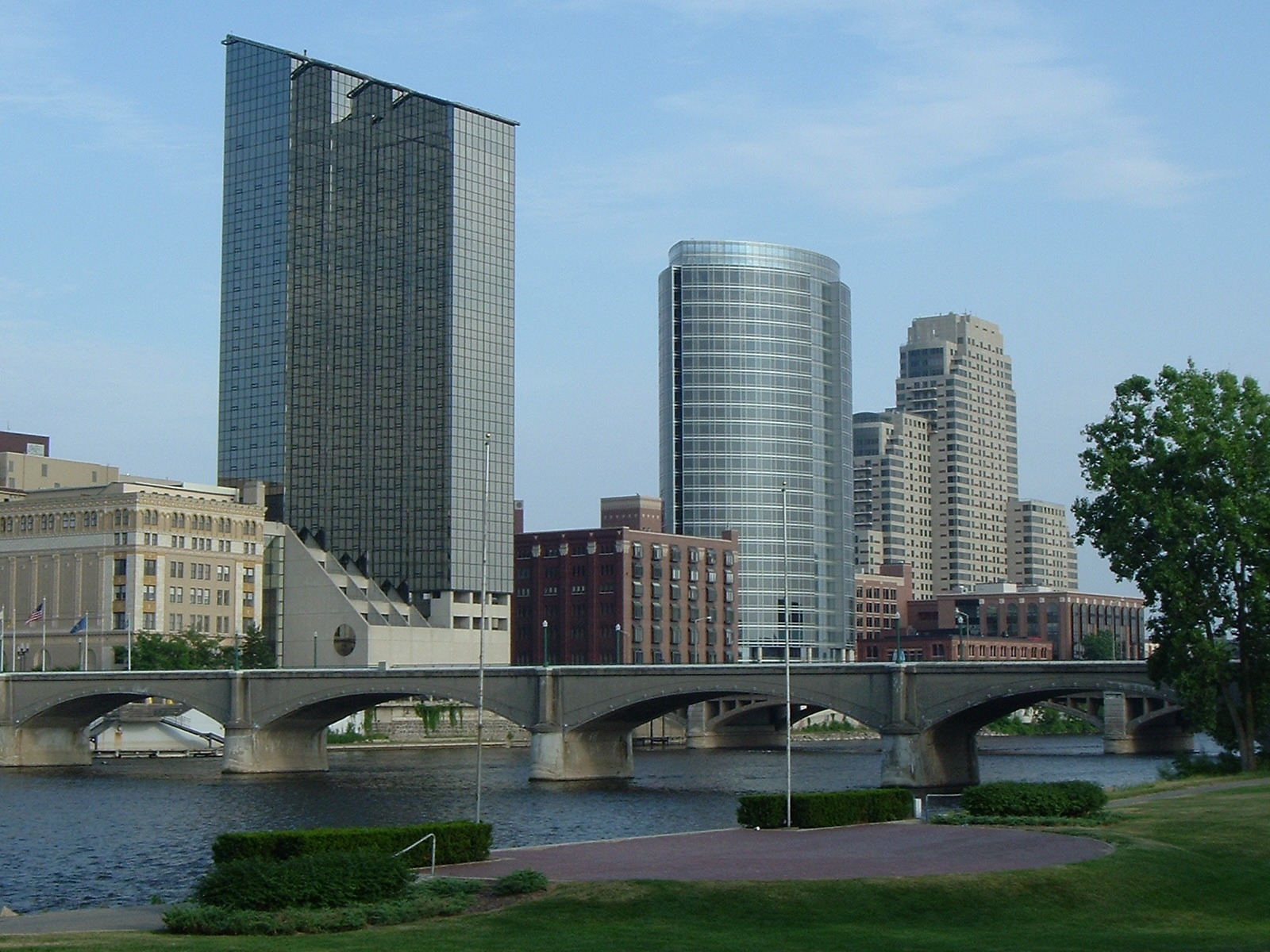
大急流城
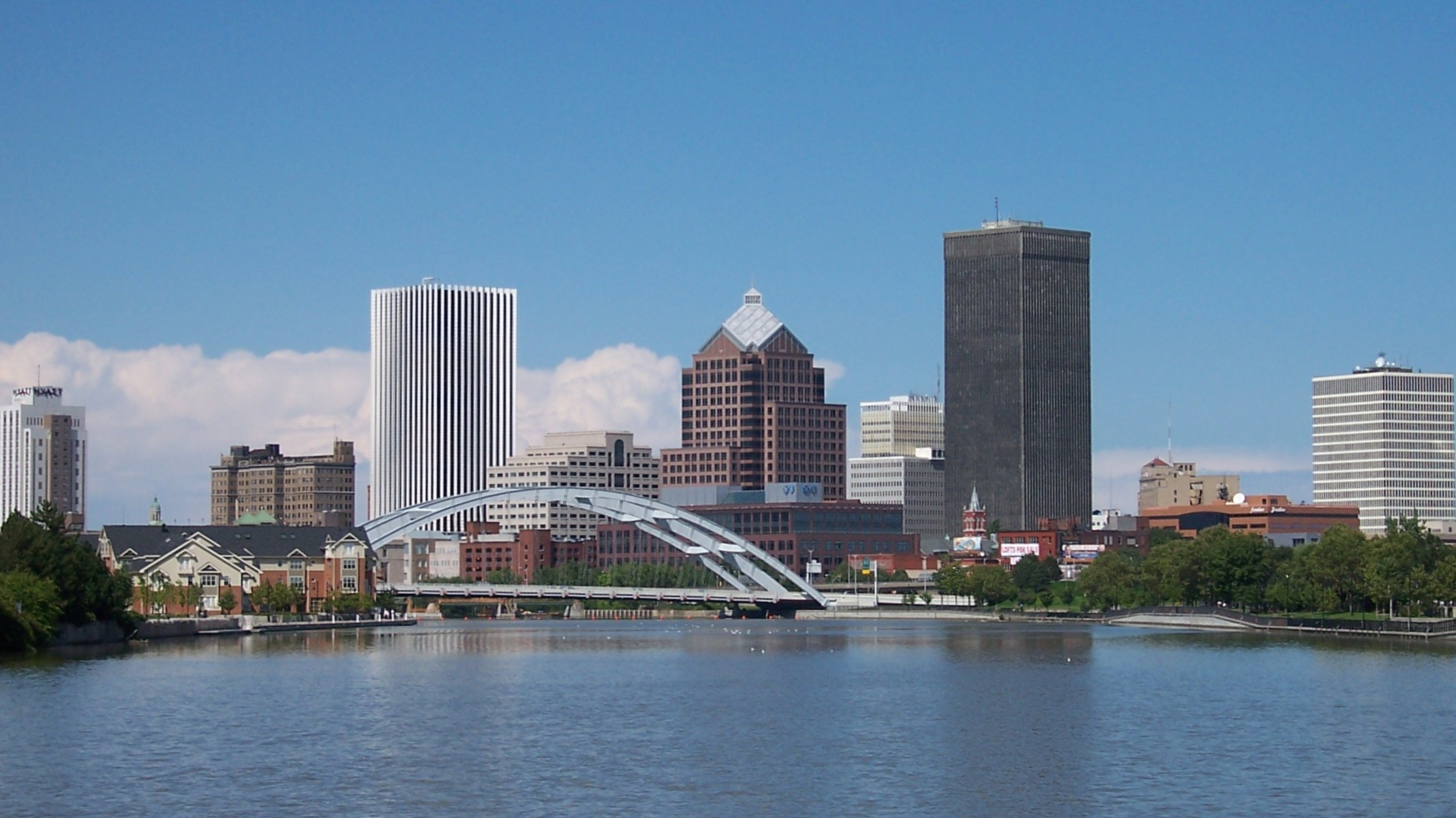
羅徹斯特
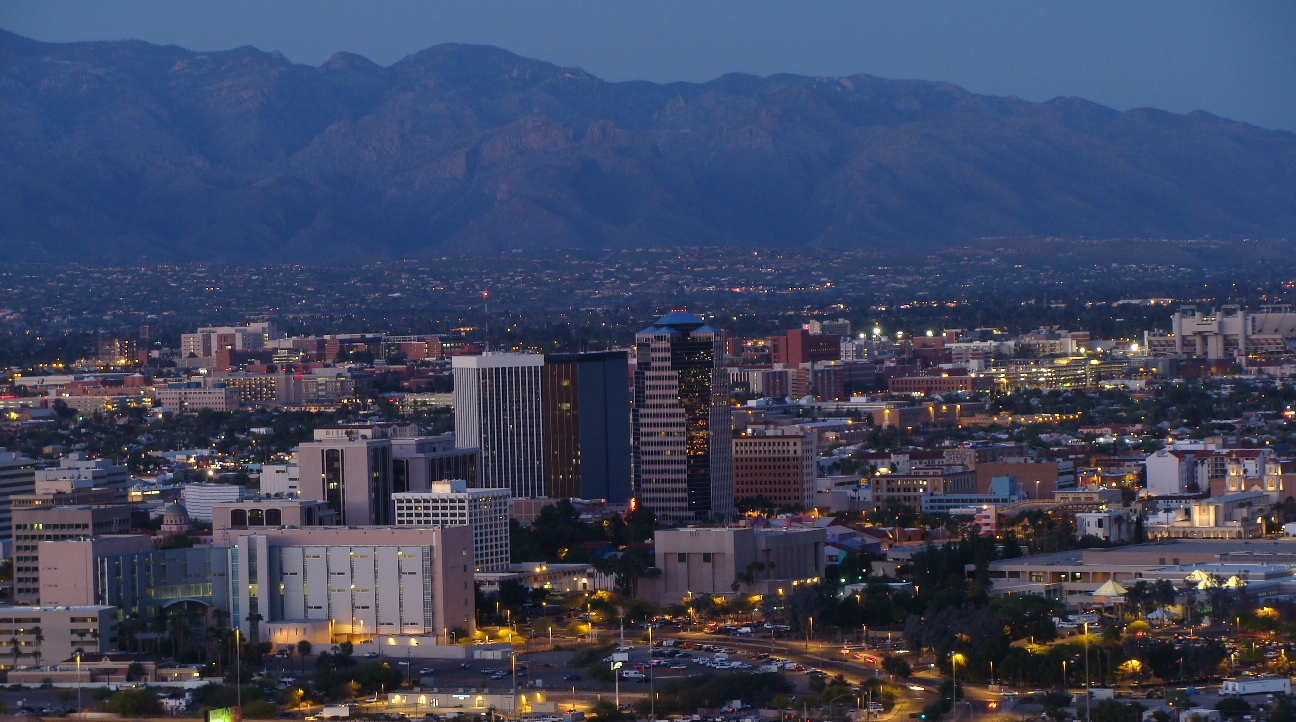
圖森
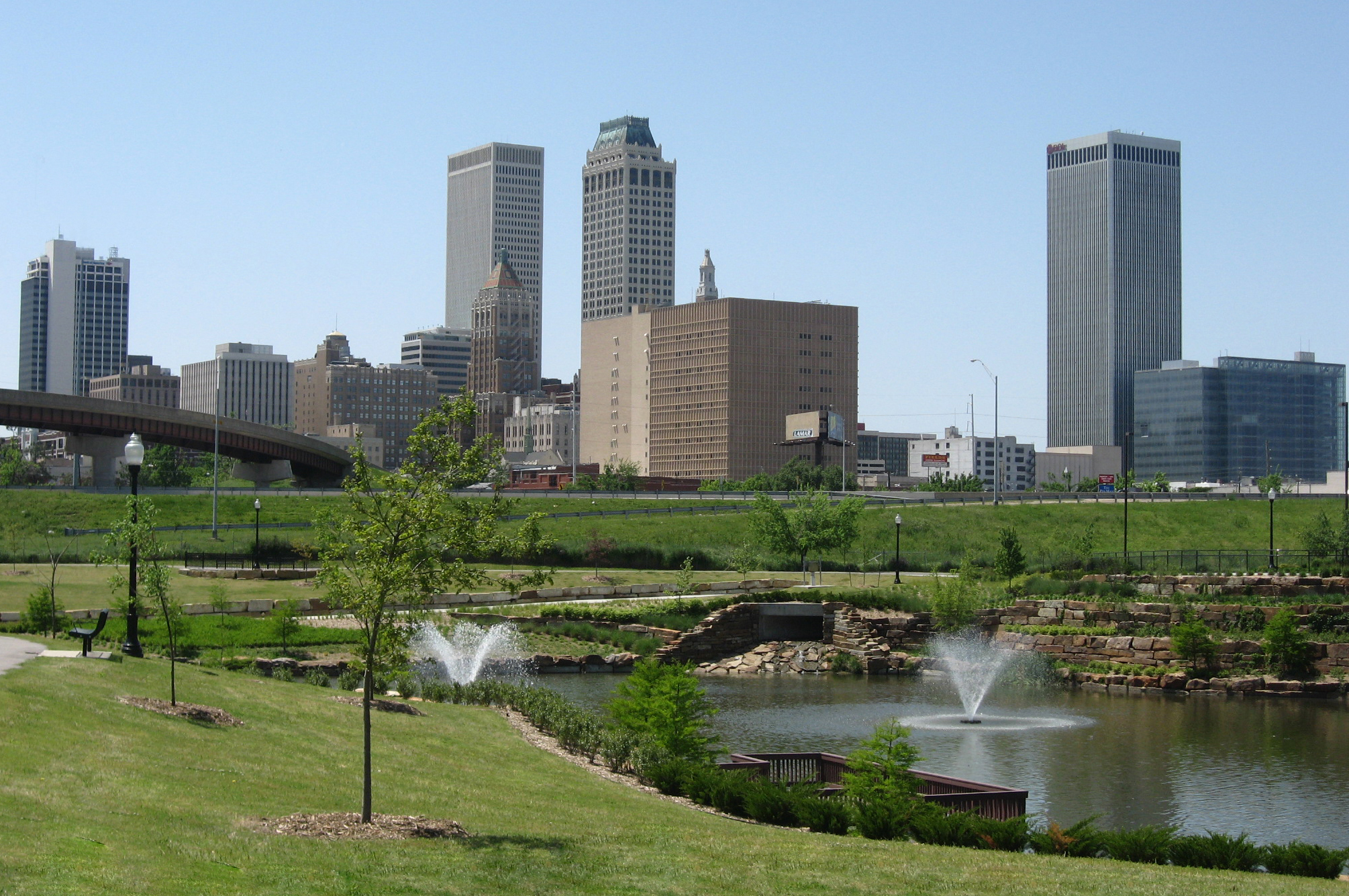
塔爾薩
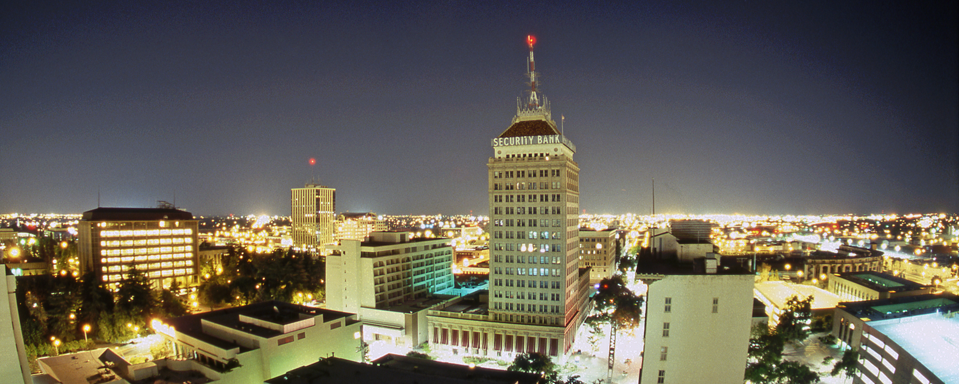
弗雷斯诺
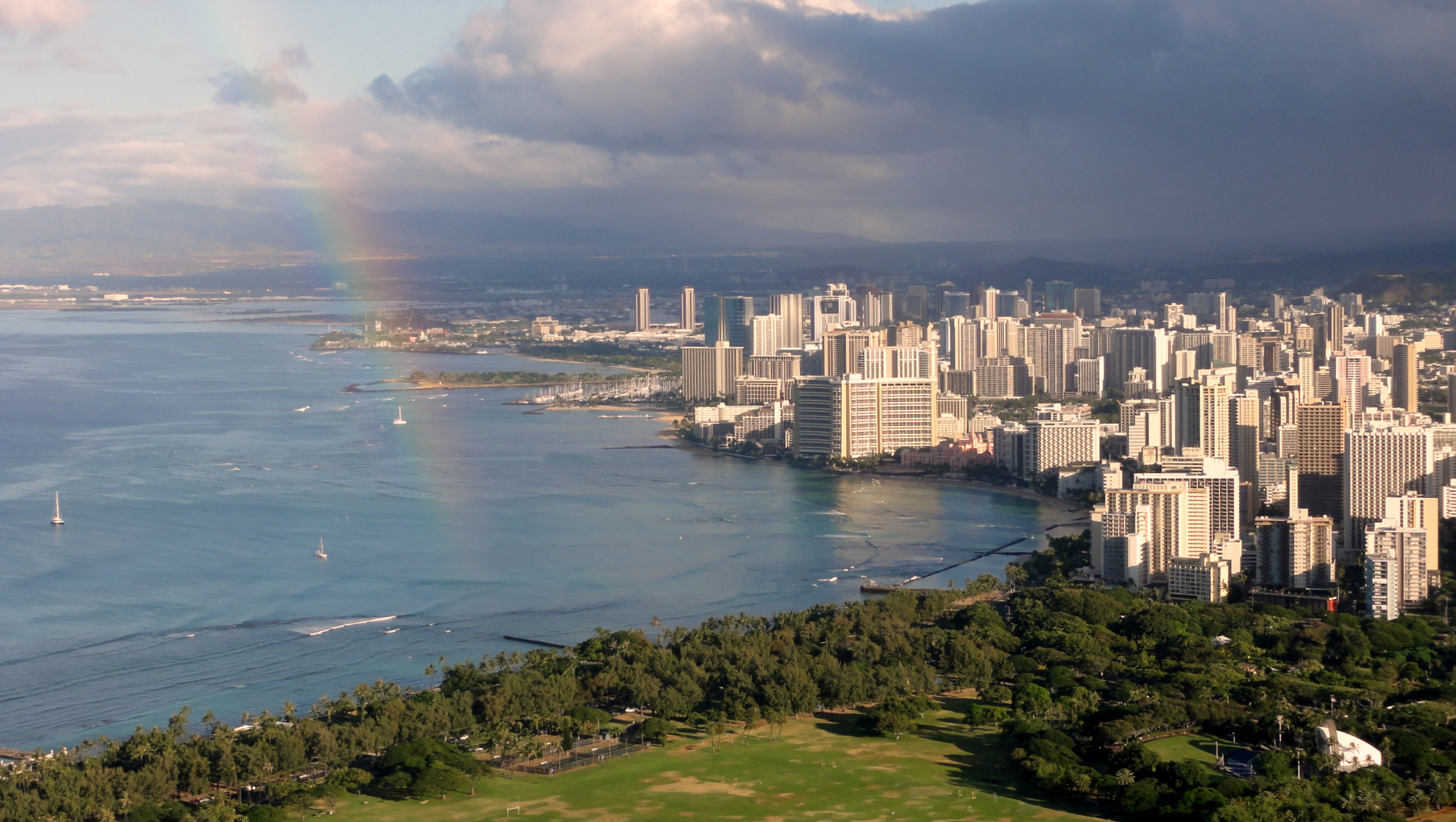
檀香山